# الخط الزمني للحرب الفلسطينية الإسرائيلية (12 يناير 2024 – 6 مايو 2024)

## يناير 2024

### 12 يناير
- أفادت وزارة الصحة الفلسطينية في غزة أن 151 فلسطينيا قتلوا في الهجمات الإسرائيلية خلال الـ 24 ساعة الماضية، ليرتفع عدد القتلى إلى 23708.[1]
- شنت الولايات المتحدة والمملكة المتحدة غارات جوية ضد أكثر من عشرة أهداف للحوثيين في اليمن،[2] مما أسفر عن مقتل خمسة مقاتلين وإصابة ستة آخرين.[3]
- استشهاد 11 فلسطينيا بقصف جوي إسرائيلي استهدف منزلا يأوي نازحين جنوب دير البلح.[4]
- أدت غارة جوية إسرائيلية إلى مقتل ثمانية فلسطينيين على الأقل في حي المنارة في خان يونس.[5]
- توصلت إسرائيل إلى اتفاق مع قطر لتوصيل الأدوية للرهائن في غزة.[6]
- قال الجيش الإسرائيلي إنه قتل ثلاثة فلسطينيين وأصاب آخر بعد أن تسللوا إلى مستوطنة أدورا اليهودية الغير القانونية في الضفة الغربية وفتحوا النار على جنوده.[7]
- في معرض حديثه أمام مجلس الأمن التابع للأمم المتحدة، قال رئيس هيئة الإغاثة الإنسانية التابعة للأمم المتحدة مارتن غريفيث إن زملاءه الذين وصلوا إلى شمال غزة في الأيام الأخيرة وصفوا: «يصف الزملاء الذين تمكنوا من الوصول إلى الشمال في الأيام الأخيرة مشاهد الرعب المطلق، الجثث ملقاة في الشوارع.. والنازحون الذين تظهر عليهم علامات المجاعة، يوقفون الشاحنات بحثًا عن أي شيء يمكنهم الحصول عليه للبقاء على قيد الحياة».[8]
- ذكرت الأمم المتحدة أن إسرائيل تمنع وصول الإمدادات الطبية إلى شمال غزة.[9]
- تعرض الأطفال حديثو الولادة في مستشفى شهداء الأقصى الحكومي للخطر بسبب انقطاع التيار الكهربائي.[10]

### 13 يناير
- أفادت وزارة الصحة في غزة أن 135 فلسطينيا قتلوا في الهجمات الإسرائيلية خلال الـ 24 ساعة الماضية، ليرتفع عدد القتلى إلى 23843.[11]
- بحسب ما ورد تعرض فتى فلسطيني يبلغ من العمر 18 عامًا للضرب حتى الموت على يد جنود إسرائيليين خلال مداهمة في زيتا بطولكرم.[12]
- استشهاد مسنة فلسطينية برصاص قناص إسرائيلي شمال قطاع غزة.[13]
- شنت الولايات المتحدة غارة جوية ثانية في اليمن الذي يسيطر عليه الحوثيون، دون وقوع إصابات أو أضرار بحسب الحوثيين.[14]
- أعلنت منظمة بدر تقديم مشروع قانون يقضي بطرد القوات الأمريكية من العراق.[15]

### 14 يناير
- أعلن الجيش الإسرائيلي عن مقتل جندي من فيلق الهندسة القتالية في اليوم السابق أثناء القتال في جنوب غزة، ليصل عدد قتلى الجيش الإسرائيلي في غزة إلى 188.[16]
- وأصابت غارة إسرائيلية منزلا في رفح، مما أدى إلى مقتل 14 فلسطينيا، من بينهم طفلة تبلغ من العمر عامين.[17]
- أعلنت وزارة الصحة في غزة أن 125 فلسطينيا قتلوا في الهجمات الإسرائيلية على قطاع غزة خلال الـ 24 ساعة الماضية، ليرتفع عدد القتلى إلى 23968.[17][18]
- استشهد اثنان من موظفي شركة بالتل في غارات إسرائيلية على غزة.[17]
- ألقى نتنياهو خطابا بمناسبة مرور 100 يوم على الحرب على غزة قائلا: «لن يوقفنا أحد لا لاهاي ولا محور الشر». في إشارة إلى محاكمة الإبادة الجماعية التي تواجهها في محكمة العدل الدولية.[17]
- واستشهد خمسة فلسطينيين، بينهم ثلاثة فتيان، في غارات إسرائيلية في الضفة الغربية.[17]
- فتحت القوات الإسرائيلية النار على المدنيين الفلسطينيين الذين كانوا يحاولون الوصول إلى الكمية المحدودة من المساعدات الإنسانية في غزة.[19]
- ودعا تيدروس أدهانوم غيبريسوس إلى حماية ما تبقى من مستشفيات غزة.[20]

### 15 يناير
- أفادت وزارة الصحة في غزة أن 132 فلسطينيا على الأقل قتلوا في الهجمات الإسرائيلية خلال الـ 24 ساعة الماضية، ليصل عدد القتلى في غزة إلى 24100.[21]
- استشهد ما لا يقل عن 33 فلسطينيا في غارات جوية إسرائيلية صباح اليوم على منازل في خان يونس. وقتل 22 آخرين في غارات جوية على وسط قطاع غزة في صباح اليوم نفسه.
- هاجم مستوطنون مسلحون، قرية بورين الفلسطينية، جنوب نابلس، بعد منتصف الليل.[22]
- قامت قوات الاحتلال الإسرائيلي بتجريف منزلين فلسطينيين خلال مداهمة منتصف الليل في قلقيلية.[22]
- أطلق الحوثيون صاروخ كروز مضاد للسفن باتجاه مدمرة أمريكية في البحر الأحمر، أسقطتها طائرة مقاتلة أمريكية.[22]
- قُتلت امرأة وأصيب 17 آخرون في سلسلة من هجمات الدهس في رعنانا بإسرائيل. وتم اعتقال فلسطينيين من مدينة الخليل يشتبه في قيامهما بتنفيذ الهجمات باستخدام مركبات مسروقة.[23]
- استشهد ما لا يقل عن 25 فلسطينيا في غارات جوية إسرائيلية مساء على قطاع غزة.[22]
- أظهر مقطع فيديو نشرته كتائب القسام مقتل رهينتين إسرائيليتين في غارات جوية إسرائيلية.[24]
- أعلنت إسرائيل انسحاب الفرقة 36 من محافظة دير البلح بقطاع غزة[25]
- أعلن الحوثيون أنهم سيوسعون هجماتهم لتشمل السفن البحرية والتجارية الأمريكية والبريطانية.[25]
- أفادت منظمة الصحة العالمية عن ارتفاع في حالات التهاب الكبد الوبائي (أ) في غزة.[26]

### 16 يناير
- قالت إيران إنها شنت هجمات صاروخية على قاعدة للموساد في أربيل بإقليم كردستان العراق، مما أسفر عن مقتل أربعة أشخاص وإصابة ستة.[27]
- أعلنت إسرائيل أن جنديًا من لواء المظليين 55 قُتل أثناء القتال في غزة في اليوم السابق.[28] كما توفي جندي آخر متأثراً بجراحه التي أصيب بها في ديسمبر، مما رفع عدد القتلى من الجيش الإسرائيلي في غزة إلى 190.[29]
- قالت وزارة الصحة في غزة إن 158 فلسطينيا على الأقل قتلوا في الهجمات الإسرائيلية خلال الـ 24 ساعة الماضية. كما تم انتشال بعض الجثث من تحت الأنقاض في شمال قطاع غزة، ليرتفع عدد القتلى إلى 24285.[30]
- أفاد مكتب تنسيق الشؤون الإنسانية التابع للأمم المتحدة أن 378,000 شخص في غزة يواجهون المرحلة الخامسة أو مستويات الجوع الكارثية وأن 939,000 آخرين يواجهون المرحلة الرابعة أو مستويات الطوارئ من الجوع.[31]
- تعرضت السفينة زوغرافيا المملوكة لليونان، والتي ترفع علم مالطا، لقصف بصاروخ في البحر الأحمر دون الإبلاغ عن وقوع إصابات، وأعلن الحوثيون مسؤوليتهم.[32]
- أدى القصف من هجوم قريب إلى تدمير مستشفى الأمل.[33]
- وأفادت منظمة الصحة العالمية عن ارتفاع في حالات التهاب الكبد الوبائي (أ) في غزة.[26]
- أفادت وزارة الصحة أن 350 ألف مريض بأمراض مزمنة حرموا من الدواء.[34]
- وفقاً لمكتب الأمم المتحدة لتنسيق الشؤون الإنسانية، فإن «نقص الوقود اللازم للمياه والصرف الصحي والنظافة يزيد من مخاطر المخاطر الصحية والبيئية، في حين أن نقص الأدوية أدى إلى إضعاف وظائف المستشفيات الستة التي تعمل جزئياً».[35]

### 17 يناير
- استشهد ما لا يقل عن 23 فلسطينيا في غارات جوية وقعت في الصباح الباكر في رفح وخان يونس.[36]
- استهدف فلسطينيون جرافة إسرائيلية بعبوة ناسفة في طولكرم، بعد أن دمرت الجرافات الإسرائيلية الشوارع والبنية التحتية في المدينة.[36]
- أفادت وزارة الصحة في غزة أن 168 فلسطينيا قتلوا في الهجمات الإسرائيلية خلال الـ 24 ساعة الماضية، ليرتفع عدد القتلى إلى 24448.[36]
- استشهد أربعة فلسطينيين في غارة إسرائيلية بطائرة بدون طيار في طولكرم. وأدت غارة إسرائيلية أخرى بطائرة بدون طيار إلى مقتل ثلاثة فلسطينيين في نابلس.[36]
- أدت غارة إسرائيلية لطائرة بدون طيار على سيارة في مخيم بلاطة للاجئين إلى مقتل فلسطيني. وقالت جمعية الهلال الأحمر الفلسطيني إن القوات الإسرائيلية أطلقت النار على سيارات الإسعاف التي كانت تحاول الوصول إلى السيارة المحترقة.[37]
- أعادت الولايات المتحدة تصنيف حركة الحوثي على أنها "إرهابية عالمية محددة بشكل خاص" بعد هجماتها على السفن في البحر الأحمر.[38]
- قال الجيش الأردني إن المستشفى العسكري الميداني في خان يونس تعرض لأضرار بالغة جراء القصف الإسرائيلي في مكان قريب.[38]
- أفادت إسرائيل أن جنديين من اللواء المدرع 14 وثالث من لواء جفعاتي قُتلا أثناء القتال في غزة، مما رفع عدد القتلى في صفوف الجيش الإسرائيلي إلى 193.[39][40]
- واتهمت والدة أسير متوفى الجيش الإسرائيلي بقتل ابنها عن طريق ملء النفق الذي كان محتجزا فيه بالغاز السام.[41]
- فجرت قوات الاحتلال الإسرائيلي ودمرت جامعة الإسراء في مدينة غزة.[42]
- تعرض المستشفى الميداني الأردني في خان يونس لأضرار جسيمة جراء القصف الإسرائيلي.[43]

### 18 يناير
- في الساعات الأولى من الصباح، استشهد 16 فلسطينيا جراء القصف الإسرائيلي على مدينة رفح.[44]
- وأفادت وزارة الصحة في غزة أن 172 فلسطينيا قتلوا في الهجمات الإسرائيلية خلال الـ 24 ساعة الماضية، ليرتفع عدد القتلى إلى 24620.[45]
- شنت الولايات المتحدة ضربة جوية أخرى على أراضي الحوثيين في اليمن وزعمت أنها دمرت 14 صاروخا.[46]
- اعتقلت قوات الاحتلال الإسرائيلي 46 شخصا من عائلة واحدة في قرية تقوع شمال بيت لحم.[47]
- استشهد ستة فلسطينيين في غارة إسرائيلية على طولكرم.[47]
- وقال الجيش الإسرائيلي إنه وصل إلى أقصى جنوب مدينة خان يونس.[48]
- وقال الأمين العام لكتائب حزب الله أحمد الحميداوي: «إن الجماعة قالت إنها ستفسر الهجوم على الحوثيين على أنه هجوم على جماعتهم».[49]
- واشتبكت كتائب شهداء الأقصى مع قوات الاحتلال الإسرائيلي في مدينتي زواتا غرب نابلس وقلقيلية، مما أدى إلى إصابة ضابط من حرس الحدود الإسرائيلي.[49]
- وأصاب مهاجم شخصين قبل أن تقتله الشرطة الإسرائيلية في القدس.[49]
- أعلنت المقاومة الإسلامية في العراق مسؤوليتها عن هجوم بطائرة بدون طيار استهدف القوات الأمريكية في منطقة حمو بسوريا.[49]
- نظمت عائلات أسرى حماس في غزة احتجاجا وأغلقت طريق أيالون السريع في تل أبيب.[50]
- اتهمت وزارة الخارجية الفلسطينية إسرائيل بارتكاب 15 مجزرة راح ضحيتها 172 شخصا خلال 24 ساعة تحت غطاء قطع الاتصالات في قطاع غزة.[50]
- قال رئيس الوزراء الإسرائيلي بنيامين نتنياهو للبيت الأبيض إنه يرفض أي تحركات لإقامة دولة فلسطينية.[50]

### 19 يناير
- أعلنت إسرائيل عن مقتل جندي من لواء جفعاتي في اليوم السابق أثناء القتال في جنوب غزة، ليصل عدد القتلى في الجيش الإسرائيلي إلى 194.[51]
- أفادت وزارة الصحة في غزة أن 142 فلسطينيا قتلوا في الهجمات الإسرائيلية خلال الـ 24 ساعة الماضية، ليرتفع عدد القتلى إلى 24762.[52]
- يستمر الحصار الإسرائيلي على مدينة طولكرم منذ أكثر من 40 ساعة، بدعوى محاولتها اجتثاث المقاومة في المدينة.[50]
- أصابت غارة جوية إسرائيلية مبنى سكنيا غربي خان يونس، مما أدى إلى مقتل خمسة أشخاص.
- أدت غارة جوية إسرائيلية على مبنى سكني بالقرب من مجمع الشفاء الطبي إلى مقتل 12 شخصا وإصابة آخرين.[50]
- نشرت كتائب الناصر صلاح الدين، مقطع فيديو لأسير إسرائيلي زعمت أنه قُتل بغارة جوية إسرائيلية في قطاع غزة.[53][54]
- ذكر الأردن أن إسرائيل استهدفت المستشفى الميداني مرة أخرى، وأطلقت النار داخله على العاملين في المستشفى.[55]
- ذكرت جمعية الهلال الأحمر الفلسطيني أن إطلاق النار الإسرائيلي أدى إلى إصابة نازحين في مستشفى الأمل.[56]

### 20 يناير
- أسفرت الغارات الجوية الإسرائيلية المشتبه بها في دمشق عن مقتل ما لا يقل عن عشرة أشخاص، من بينهم رئيس استخبارات الحرس الثوري الإيراني في سوريا، ونائبه، وضابطين آخرين في الحرس الثوري الإيراني.[57]
- أفادت وزارة الصحة في غزة أن 165 فلسطينيا قتلوا في الهجمات الإسرائيلية خلال الـ 24 ساعة الماضية، ليرتفع عدد القتلى إلى 24927.[58]
- استشهد شاب (17 عاما) يحمل الجنسية الأمريكية، برصاص قوات الاحتلال الإسرائيلي شرقي رام الله. وقالت الولايات المتحدة إنها تحقق في الحادث.[54]
- اندلعت اشتباكات بين القوات الإسرائيلية وفلسطينيين يقاومون غارة في مخيم بلاطة للاجئين، ودمرت جرافة تابعة للجيش الإسرائيلي البنية التحتية المدنية.[54]
- أصيب شاب فلسطيني (20 عاما)، برصاص قوات الاحتلال الإسرائيلي خلال اقتحام منطقة رفيديا غربي نابلس.[54]
- قصف جيش الاحتلال منطقة الكتيبة وحي الأمل في خان يونس.[54]
- تظاهر آلاف اليمنيين في صنعاء لدعم فلسطين والاحتجاج على الهجمات الغربية على اليمن.[59]
- أعلنت المقاومة الإسلامية في العراق مسؤوليتها عن هجوم صاروخي استهدف القوات الأمريكية في قاعدة عين الأسد الجوية.[60]
- بحسب ما ورد تركزت الغارات الجوية في خان يونس في المناطق المحيطة بمجمع ناصر الطبي وكذلك المستشفى الميداني الأردني.[61]

### 21 يناير
- أفادت وزارة الصحة في غزة أن 178 فلسطينيا قتلوا في الهجمات الإسرائيلية خلال الـ 24 ساعة الماضية، ليصل عدد القتلى إلى 25105.[62]
- أعلنت إسرائيل مقتل جندي من لواء كرياتي في القتال في غزة، مما رفع عدد القتلى في صفوف الجيش الإسرائيلي إلى 195.[63]
- قدرت وكالات المخابرات الأمريكية أن القوات الإسرائيلية قتلت 20-30% من إجمالي مقاتلي حماس طوال الحرب.[64]
- نظمت مظاهرة في تل أبيب للمطالبة بالإفراج عن أسرى حماس وإجراء انتخابات لاستبدال حكومة نتنياهو.[65]
- أسقط الجيش الإسرائيلي منشورات في جنوب غزة تقدم فوائد لأولئك الذين يقدمون معلومات عن الأسرى الذين تحتجزهم حماس.[65]
- قصفت إسرائيل الجزء الشرقي من مخيم جباليا للاجئين، ما أدى إلى مقتل أربعة فلسطينيين وإصابة 21 آخرين، بحسب جمعية الهلال الأحمر الفلسطيني.[65]

### 22 يناير
- أفادت وزارة الصحة في غزة أن 190 فلسطينيا قتلوا في الهجمات الإسرائيلية خلال الـ 24 ساعة الماضية، ليرتفع عدد القتلى إلى 25295.[66]
- أعلنت إسرائيل أن ثلاثة جنود من لواء المظليين قتلوا أثناء القتال في قطاع غزة،[67] في حين قُتل ما لا يقل عن 21 جنديًا بعد انفجار أدى إلى انهيار المبنى الذي كانوا فيه، ليصل إجمالي عدد القتلى من الجيش الإسرائيلي في غزة إلى 219.[68][69]
- أفاد الهلال الأحمر عن مقتل ما لا يقل عن 50 شخصا جراء الهجمات الإسرائيلية في غرب خان يونس.[70]
- بحسب ما ورد وافق مجلس الوزراء الحربي الإسرائيلي على خطة نسقها المفاوضون المصريون والقطريون والتي يمكن أن تشهد إطلاق سراح أكثر من 130 رهينة مقابل وقف مؤقت لإطلاق النار لمدة تصل إلى شهرين.[71]
- حذرت مصر إسرائيل من أن أي محاولة للسيطرة على محور فيلادلفي ستسبب تهديدا خطيرا للعلاقات الدبلوماسية بين البلدين.[72]
- اقتحم متظاهرون مبنى الكنيست لمطالبة الحكومة الإسرائيلية ببذل المزيد من الجهود لضمان إطلاق سراح الأسرى المحتجزين في قطاع غزة.[73]
- قالت كتائب أبو علي مصطفى التابعة لكتائب شهداء الأقصى أنها نفذت هجوما جنوب جنين.[73]
- أشار الحوثيون أنهم أطلقوا صواريخ على ناقلة الحمولة الثقيلة أوشن جاز التي ترفع العلم الأمريكي، لكنهم لم يذكروا ما إذا كانوا قد أصابوا السفينة أم لا.[73] وشنت الولايات المتحدة والمملكة المتحدة ضربات مشتركة على ثمانية أهداف عسكرية للحوثيين بدعم من أستراليا والبحرين وكندا وهولندا.[74]
- وفقا لمكتب الأمم المتحدة لتنسيق الشؤون الإنسانية، داهمت القوات الإسرائيلية مستشفى الخير غرب خان يونس، واعتقلت الموظفين وأمرت المدنيين في المستشفى بالتحرك جنوبا.[75]
- أفاد الهلال الأحمر الفلسطيني بتعرض مستشفى ناصر للقصف.[76] وأفادت أيضًا أن الجيش الإسرائيلي كان يهاجم مركز الإسعاف التابع له في خان يونس وفقد الاتصال بالموظفين هناك، مما منع المسعفين من الوصول إلى الجرحى.[77][78][79]

### 23 يناير
- قال الجيش الإسرائيلي إنه حاصر خان يونس وعمق عملياته في المنطقة.[80]
- أفادت وزارة الصحة في غزة أن 195 فلسطينيا قتلوا في الهجمات الإسرائيلية خلال الـ 24 ساعة الماضية، ليصل عدد القتلى إلى 25490.[81]
- وأطلق الجيش الإسرائيلي قذائف مدفعية على مستشفى الأمل ومقر جمعية الهلال الأحمر الفلسطيني في خان يونس، مما أدى إلى مقتل شخص واحد.[82][83]
- اقتحم مستوطنون إسرائيليون المسجد الأقصى في مدينة القدس بحماية شرطة الاحتلال، وأضرموا النار في معرض للسيارات بالقرب من قرية بيتين شرق رام الله.[82]
- ودعت حماس الأمم المتحدة والصليب الأحمر ومنظمة الصحة العالمية إلى التدخل فورا وتحمل مسؤولياتهم لوقف الهجمات الإسرائيلية على مستشفيات غزة.[83]
- استشهد شاب فلسطيني برصاص جنود الاحتياط الإسرائيليين قرب حاجز تفتيش في طولكرم.[83]
- زعمت حماس أن مقاتليها استولوا على ثلاث طائرات مسيرة جنوب الزيتون وفجروا حقل ألغام استهدف مركبات إسرائيلية في جحر الديك .[74]
- أطلقت حركة الجهاد الإسلامي وكتائب شهداء الأقصى صواريخ على ناحال عوز.[74]
- أطلق حزب الله ما لا يقل عن 15 صاروخا على قاعدة للجيش الإسرائيلي في جبل الجرمق ردا على الهجمات الإسرائيلية في سوريا.[74]
- أطلقت المقاومة الإسلامية في العراق طائرة مسيرة استهدفت ميناء أسدود.[74]
- اقتحم مستوطنون إسرائيليون المسجد الأقصى المبارك في مدينة القدس بحماية شرطة الاحتلال، وأضرموا النار في معرض للسيارات بالقرب من قرية بيتين شرق رام الله.[82]
- دعت حماس الأمم المتحدة والصليب الأحمر ومنظمة الصحة العالمية إلى التدخل فورا وتحمل مسؤولياتهم" لوقف الهجمات الإسرائيلية على مستشفيات غزة.[83]

### 24 يناير
- أفادت وزارة الصحة في غزة أن ما لا يقل عن 210 فلسطينيين قتلوا وأصيب 354 آخرون في الهجمات الإسرائيلية خلال الـ 24 ساعة الماضية، ليصل عدد القتلى إلى 25700.[75][84]
- وتجمع حشد من المتظاهرين الإسرائيليين لمنع شاحنات المساعدات من دخول غزة عند معبر كرم أبو سالم الحدودي.[85]
- شنت الولايات المتحدة غارات جوية على ثلاث منشآت لكتائب حزب الله في القائم واللواءين 46 و47 من قوات الحشد الشعبي في جرف الصخر بالعراق ردًا على الهجوم على قاعدة عين الأسد الجوية في 20 يناير.[86]
- أعلنت المقاومة الإسلامية في العراق مسؤوليتها عن هجوم ضد القوات الأمريكية في مطار أربيل الدولي وقاعدة عين الأسد في العراق وفي موقع دعم مهمة كونوكو في محافظة دير الزور في سوريا.[86]
- قُتل ما لا يقل عن 13 شخصًا وأصيب 56 آخرون بعد أن قصفت إسرائيل مركز تدريب تابع للأونروا.[87]
- بحسب ما ورد قُتل الأشخاص الذين فروا من مستشفى ناصر على يد الدبابات والطائرات بدون طيار الإسرائيلية.[88]
- قُتل ثلاثة مدنيين في غارة جوية على مقر جمعية الهلال الأحمر الفلسطيني.[89]
- أفاد الهلال الأحمر أن الجيش الإسرائيلي فرض حظر التجول على مستشفى الأمل.[90]

### 25 يناير
- ذكرت وزارة الصحة في غزة أن ما لا يقل عن 200 فلسطيني قتلوا في الهجمات الإسرائيلية خلال الـ 24 ساعة الماضية، ليصل عدد القتلى إلى 25900.[91]
- قالت الأمم المتحدة إن 12 شخصا قتلوا بنيران دبابة على ملجأ تابع للأمم المتحدة يأوي آلاف المدنيين النازحين في خان يونس. ونفت إسرائيل مسؤوليتها وقالت إنها تحقق في الحادث.[92]
- دعا مئات المتظاهرين حكومة نتنياهو إلى تأمين الإفراج الفوري عن الأسرى المحتجزين في قطاع غزة، وأغلقوا طريق أيالون السريع في تل أبيب قبل أن يتجمعوا خارج مقر الجيش الإسرائيلي القريب.[93]
- استشهد أربعة أطفال عندما قصفت الطائرات الحربية الإسرائيلية منطقة سكنية في مخيم النصيرات للاجئين.[93]
- قُتل 20 فلسطينيًا وأصيب 150 بجروح خطيرة، بعد أن فتحت القوات الإسرائيلية النار على حشد من الناس يتجمعون لتلقي المساعدات الإنسانية عند دوار في مدينة غزة.[94]
- نفذ الجهاد الإسلامي في فلسطين والجبهة الشعبية لتحرير فلسطين هجومًا مشتركًا استهدف خط إمداد إسرائيليًا في المحافظة الوسطى بقطاع غزة.[95]
- أطلق حزب الله طائرتين بدون طيار هجوميتين في اتجاه واحد على بطاريات القبة الحديدية في كفار بلوم.[95]
- وفرضت الولايات المتحدة والمملكة المتحدة عقوبات على أربعة مسؤولين حوثيين، وهم وزير الدفاع محمد العطيفي ، وقائد القوات البحرية محمد فضل عبد النبي، وقائد قوات الدفاع الساحلي ومدير الكلية البحرية محمد علي القادري ومدير المشتريات محمد أحمد الطالبي.[95]
- اعتدت قوات الاحتلال الإسرائيلي على أفراد من الشرطة الفلسطينية في ساحة المهد بمدينة بيت لحم.[96]
- أفادت وزارة الصحة في غزة عن قصف وقع بالقرب من مستشفى ناصر.[97]
- أفاد مكتب الأمم المتحدة لتنسيق الشؤون الإنسانية أن ثلاثة مستشفيات ومركز إسعاف الهلال الأحمر محاصران.[98]

### 26 يناير
- أعلنت وزارة الصحة في غزة أن 183 فلسطينيا قتلوا في الهجمات الإسرائيلية خلال الـ 24 ساعة الماضية، ليرتفع عدد القتلى إلى 26083.[99]
- أعلنت إسرائيل أن جنديًا من فيلق الهندسة القتالية قُتل أثناء القتال في غزة، ليصل عدد القتلى هناك إلى 220.[100]
- أطلق الجهاد الإسلامي في فلسطين صواريخ استهدفت خمسة مواقع في جنوب إسرائيل، بما في ذلك عسقلان ونير عام وسديروت، بينما أطلقت كتائب المجاهدين صواريخ على ما زعمت أنه مقر للجيش الإسرائيلي لـ "لواء الشمال" التابع لفرقة غزة وعلى ناحال عوز.[101]
- زعمت كتائب شهداء الأقصى وكتيبة طوباس التابعة للجهاد الإسلامي في فلسطين أنهما استهدفتا القوات الإسرائيلية بالمتفجرات ونيران الأسلحة الصغيرة في طوباس، ووقعت اشتباكات في جنين وقلنديا بين حماس والقوات الإسرائيلية.[101]
- استهدف حزب الله ثكنة إسرائيلية في جونين باستخدام نظام صواريخ فلق-1 إيراني الصنع، قائلا إن هذا هو الهجوم الأول الذي يستخدم هذا السلاح خلال الحرب.[101]
- أدت غارة جوية إسرائيلية خلال الليل على منزل في حي الحصاينة بمخيم النصيرات للاجئين إلى مقتل 11 شخصا على الأقل.[87]
- أصدرت محكمة العدل الدولية حكما بشأن قضية الإبادة الجماعية التي رفعتها جنوب أفريقيا ضد إسرائيل بشأن الصراع في غزة، وأمرت الأخيرة ببذل كل ما في وسعها لمنع الموت والدمار وأعمال الإبادة الجماعية. لكنها لم تأمر إسرائيل بوقف العمليات العسكرية هناك.[102]
- تسبب هجوم صاروخي للحوثيين على ناقلة النفط مارلين لواندا المرتبطة ببريطانيا في نشوب حريق على متنها استمر عدة ساعات دون وقوع إصابات. استجابت السفينة يو إس إس كارني وسفن التحالف الأخرى للهجوم وقدمت المساعدة.[103]
- أفاد الهلال الأحمر الفلسطيني عن وقوع قصف لليوم الثالث على مقره.[104]
- قال متحدث باسم وزارة الصحة في غزة إن إسرائيل تتعمد إصابة مستشفيي الأمل وناصر بالشلل.[105]
- أفادت التقارير أن بوابة مستشفى الأمل أصيبت بنيران الدبابات الإسرائيلية.[106]
- وأدت غارة جوية إسرائيلية خلال الليل على منزل في حي الحصاينة بمخيم النصيرات للاجئين إلى مقتل 11 شخصا على الأقل.[87]

### 27 يناير
- أفادت وزارة الصحة في غزة أن 174 فلسطينيا قتلوا في الهجمات الإسرائيلية خلال الـ 24 ساعة الماضية، ليرتفع عدد القتلى إلى 26257.[107]
- شنت الولايات المتحدة والمملكة المتحدة غارتين جويتين على ميناء رأس عيسى باليمن.[108][109][110]
- استشهاد شاب فلسطيني (27 عاما) برصاص قوات الاحتلال الإسرائيلي شمال شرق مدينة جنين.[108]
- قال المفوض العام للأمم المتحدة فيليب لازاريني إن مساعدات الأونروا للاجئين الفلسطينيين قد تتوقف بسبب تعليق التمويل من عدة دول ردا على مزاعم بأن أفرادا من موظفيها شاركوا في هجوم 7 أكتوبر.[111]
- أعلنت المقاومة الإسلامية في العراق مسؤوليتها عن هجوم صاروخي استهدف القوات الأمريكية في شركة كونوكو في سوريا، وفي قاعدة عين الأسد الجوية في العراق.[110]
- نفذ حزب الله 14 هجومًا استهدفت في المقام الأول القوات العسكرية الإسرائيلية والبنية التحتية.[110]
- قال الرئيس التنفيذي للاتحاد الدولي للصليب الأحمر : «إن المعارك العنيفة تتواصل في محيط مستشفى الأمل التابع للهلال الأحمر الفلسطيني في خان يونس، ما أدى إلى وقوع عدة إصابات، وعرقلة وصول فرق الهلال الأحمر الفلسطيني إلى المحتاجين».[112]
- ورد أن القناصة خارج مستشفى الأمل يمنعون أي شخص من مغادرة المستشفى.[113]
- ذكرت وزارة الصحة في غزة أن طائرات بدون طيار إسرائيلية دمرت خزانات المياه الخاصة بمستشفي ناصر.[114]

### 28 يناير
- أفادت وزارة الصحة في غزة أن 165 فلسطينيا على الأقل قتلوا في الهجمات الإسرائيلية خلال الـ 24 ساعة الماضية، ليصل عدد القتلى إلى 26422.[115]
- نظمت مظاهرة في تل أبيب للمطالبة باستقالة نتنياهو وإجراء انتخابات مبكرة، واعتقلت الشرطة بعض المتظاهرين [116]
- قالت كتائب القسام إن مقاتليها استهدفوا بنجاح دبابتين ميركافا بقذائف آر بي جي ياسين 105 في منطقة جورة العقاد غرب خان يونس، كما أصيبت دبابتان ميركافا أخريان بقذائف آر بي جي في حي الأمل.[116]
- أدى هجوم بطائرة بدون طيار على البرج 22 ، وهو موقع صغير للجيش الأمريكي في الأردن، إلى مقتل ثلاثة من أفراد الخدمة الأمريكية وإصابة ما لا يقل عن 34 آخرين.[117][118] وقال بايدن: «إن الهجوم نفذته ميليشيات مدعومة من إيران من العراق وسوريا».[119]
- ادعت المقاومة الإسلامية في العراق أنها أطلقت ذخائر غير محددة على منشأة بحرية إسرائيلية في وادي زفولون.[120]

### 29 يناير
- أفادت وزارة الصحة في غزة أن 215 فلسطينيا على الأقل قتلوا في الهجمات الإسرائيلية خلال الـ 24 ساعة الماضية، ليصل عدد القتلى إلى 26637.[121]
- ذكرت سكاي نيوز أن إسرائيل وافقت على إطار عمل لصفقة إطلاق سراح الرهائن خلال اجتماع في باريس مع مسؤولين أمريكيين وقطريين ومصريين.[122]
- تم إطلاق ما لا يقل عن عشرة صواريخ باتجاه وسط إسرائيل.[123]
- قُتل شقيقان فلسطينيان برصاص القوات الإسرائيلية في شوارع حي الأمل أثناء إخلائهما وحملهما العلم الأبيض.[124]
- حضر وزراء الحكومة الإسرائيلية مؤتمر "العودة إلى غزة" للتخطيط للمستوطنات غير القانونية في القطاع.[125][126]
- قال الجهاد الإسلامي في فلسطين أنه قام بهجوم غير مباشر بالنيران استهدف موقع لدعم لوجستي كبير لجيش الإسرائيلي بالقرب من منطقة السودانية شمال مخيم الشاطئ للاجئين.[127]
- أطلقت كتائب القسام صاروخا واحدا استهدف تل أبيب.[127]
- ونفذ مقاتلون موالون لإيران في لبنان 15 هجوما على شمال إسرائيل.[127]
- شنت إسرائيل غارة جوية استهدفت مركزا استشاريا عسكريا إيرانيا في منطقة السيدة زينب بدمشق. ونفى سفير إيران لدى سوريا أن يكون الموقع المستهدف مركزا استشاريا عسكريا إيرانيا وادعى أنه لم يقتل أي مواطن إيراني في الغارة. ومع ذلك، ذكرت وسائل الإعلام السورية المعارضة أن الغارة الجوية أسفرت عن مقتل أربعة أشخاص، من بينهم أعضاء في الحرس الثوري الإيراني.[127]
- نفذ مسلحون غير محددين هجوما صاروخيا استهدف القوات الأمريكية في الشدادي بمحافظة الحسكة في سوريا.[127]
- وأعلنت المقاومة الإسلامية في العراق مسؤوليتها عن هجوم بطائرة بدون طيار استهدف هدفا عسكريا غير محدد في إسرائيل. ولم يؤكد المسؤولون الإسرائيليون الهجوم.[127]
- أطلقت قوات الاحتلال الإسرائيلي النار على شاب في بلدة اليامون غرب جنين، مما أدى إلى استشهاده.[128]
- اعتقلت قوات الاحتلال الإسرائيلي خمسة فلسطينيين خلال مداهمة لجنين.[126]
- حضر وزراء الحكومة الإسرائيلية مؤتمر "العودة إلى غزة" للتخطيط للعودة لمستوطنات الغير القانونية في القطاع.[125][127]
- أطلقت كتائب القسام صاروخا واحدا استهدف تل أبيب.[127]
- أعلنت المقاومة الإسلامية في العراق مسؤوليتها عن هجوم بطائرة بدون طيار استهدف هدفا عسكريا غير محدد في إسرائيل. ولم يؤكد المسؤولون الإسرائيليون الهجوم.[127]

### 30 يناير
- أفادت وزارة الصحة في غزة أن 114 فلسطينيا قتلوا في الهجمات الإسرائيلية خلال الـ 24 ساعة الماضية، ليصل عدد القتلى إلى 26,751، من بينهم ما لا يقل عن 11,000 طفل.[129]
- اقتحمت قوات إسرائيلية ترتدي زي النساء والمسعفين مستشفى ابن سينا في جنين، وأعدموا ثلاثة مسلحين فلسطينيين.[126][130][131][132]
- قصفت قوات الاحتلال الإسرائيلي مسجد الفاروق في مخيم خان يونس للاجئين.[126]
- استهدفت الطائرات الحربية الإسرائيلية منزلاً في حي الصبرة بمدينة غزة، مما أدى إلى مقتل ما لا يقل عن 20 مدنيًا وإصابة عدد آخر.[126]
- قالت كتائب حزب الله إنها ستعلق جميع العمليات العسكرية ضد الولايات المتحدة، وذكرت بدلاً من ذلك أنها ستواصل الدفاع عن شعبنا في غزة بطرق أخرى.[133]

### 31 يناير
- أعلنت إسرائيل أن ثلاثة جنود قتلوا في غزة في اليوم السابق، مما رفع عدد القتلى من الجيش الإسرائيلي هناك إلى 223.[134]
- ذكرت وزارة الصحة في غزة أن 150 فلسطينيا قتلوا في الهجمات الإسرائيلية خلال الـ 24 ساعة الماضية، ليصل عدد القتلى إلى 26900.[135]
- اتهم المسؤولون الفلسطينيون إسرائيل بارتكاب المزيد من عمليات القتل دون محاكمة بعد اكتشاف مقبرة جماعية تحتوي على جثث 30 شخصاً قُتلوا بالرصاص وهم معصوبي الأعين ومقيدي الأيدي.[135]
- أعلن الجيش الإسرائيلي معبر نيتسانا الحدودي مع مصر منطقة عسكرية مغلقة.[136]
- شنت حركة المجاهدين الفلسطينية هجومين صاروخيين من قطاع غزة استهدفا قاعدة ريم العسكرية وبئر السبع.[136]
- قصف سلاح الجو الإسرائيلي البنية التحتية العسكرية السورية في درعا.[136]
- قالت جماعة فيلق الوعد الصادق المسلحة إنها ستواصل هجماتها التي تستهدف القوات الأمريكية والإسرائيلية في العراق بعد أن أعلنت كتائب حزب الله تعليق عملياتها العسكرية ضد القوات الأمريكية.[136]
- قال منسق السياسة الخارجية بالاتحاد الأوروبي جوزيب بوريل«إن الاتحاد الأوروبي يخطط لإطلاق مهمة بحرية في البحر الأحمر في غضون ثلاثة أسابيع للمساعدة في الدفاع عن سفن الشحن ضد هجمات الحوثيين».[137]
- أصاب مستوطنون مسلحون، طفلين فلسطينيين قرب قرية سوسيا جنوبي الخليل.[137]
- مستوطنون يعتدون على مسن في مسافر يطا جنوبي الخليل.[137]
- أفادت وزارة الصحة في غزة أن الغذاء قد نفد من مجمع ناصر الطبي ومستشفى الأمل [138]
- خرج مستشفى الأمل عن الخدمة بشكل كامل.[139]

## فبراير 2024

### 1 فبراير
- أفادت وزارة الصحة في غزة أن 119 فلسطينيا قتلوا في الهجمات الإسرائيلية خلال الـ 24 ساعة الماضية، ليرتفع عدد القتلى إلى 27019.[140]
- تم العثور على عشرات الجثث (لضحايا التعذيب) في مدرسة في بيت لاهيا.[141]
- وأطلقت سرايا القدس قذائف هاون استهدفت القوات الإسرائيلية في كيسوفيم، وأطلقت كتائب المجاهدين صواريخ على قاعدة عسكرية إسرائيلية ومهبط طائرات في ريم.[142]
- شنت كتيبة طوباس التابعة لحماس وكتيبة طوباس التابعة لكتائب شهداء الأقصى هجمات متعددة على القوات الإسرائيلية خلال غارة إسرائيلية في المدينة.[142]
- شنت الميليشيات المدعومة من إيران ست هجمات عبر الحدود من جنوب لبنان إلى شمال إسرائيل.[142]
- تبنت المقاومة الإسلامية في العراق هجوما بطائرة بدون طيار استهدف ميناء حيفا.[142]
- نفذ الحوثيون ما لا يقل عن أربع هجمات على السفن والسفن البحرية الأمريكية خلال الـ 24 ساعة الماضية.[142]
- قالت جمعية الهلال الأحمر الفلسطيني إن قوات الاحتلال اقتحمت مستشفى الأمل للمرة الثالثة.[143]
- وقع بايدن أمرا تنفيذيا يهدف إلى معاقبة المستوطنين الذين يهاجمون الفلسطينيين في الضفة الغربية المحتلة.[143]
- منع المستوطنون شاحنات المساعدات من مغادرة ميناء أشدود.[144]

### 2 فبراير
- أفادت وزارة الصحة في غزة أن 112 فلسطينيا قتلوا في الهجمات الإسرائيلية خلال الـ 24 ساعة الماضية، ليرتفع عدد القتلى إلى 27131.[145]
- نفذت الولايات المتحدة سلسلة من الضربات في العراق وسوريا ردا على الهجوم على البرج 22، حيث ضربت أكثر من 85 هدفا وقتلت ما لا يقل عن 39 مقاتلا مواليا لإيران.[146][147]
- أطلق الحوثيون صاروخا أرض أرض استهدف إيلات، اعترضته منظومة الدفاع الجوي الإسرائيلية أرو فوق البحر الأحمر.[148]
- شنت الميليشيات المدعومة من إيران خمس هجمات من جنوب لبنان إلى شمال إسرائيل.[148]
- اعتقلت تركيا سبعة أشخاص للاشتباه في قيامهم ببيع معلومات للموساد.[149]
- أطلقت قوات الاحتلال الإسرائيلي النار باتجاه شاب فلسطيني في مدينة الخليل، مما أدى إلى إصابته.[143]
- حاول مستوطنون إسرائيليون إحراق سيارة على أطراف بلدة الساوية ، جنوب نابلس.[143]

### 3 فبراير
- أفادت وزارة الصحة في غزة أن 107 فلسطينيين قتلوا في الهجمات الإسرائيلية خلال الـ 24 ساعة الماضية، ليرتفع عدد القتلى إلى 27238.[150]
- أعلنت الولايات المتحدة عن عقوبات واتهامات جديدة تستهدف الحرس الثوري الإيراني.[151]
- نُقل شابان فلسطينيان في العشرينات من العمر إلى المستشفى بعد تعرضهما للضرب على يد القوات الإسرائيلية خلال مداهمة في جنين.[151]
- نفذت كتائب شهداء الأقصى والجبهة الديمقراطية وحركة حماس هجمات غرب مدينة غزة.[152]
- شنت الميليشيات المدعومة من إيران تسع هجمات من جنوب لبنان إلى شمال إسرائيل.[152]
- نفذت المقاومة الإسلامية في العراق أربع هجمات بطائرات بدون طيار وصواريخ استهدفت القوات الأمريكية في قاعدة حرير الجوية وقاعدة عين الأسد الجوية في العراق وفي حامية التنف ومنطقة قاعدة الرميلان في سوريا.[152]

### 4 فبراير
- أعلنت إسرائيل أن أحد جنود الاحتياط في لواء هاريل قُتل أثناء القتال في جنوب غزة، مما رفع عدد القتلى من الجيش الإسرائيلي هناك إلى 225.[153]
- أفادت وزارة الصحة في غزة أن 127 فلسطينيا قتلوا في الهجمات الإسرائيلية خلال الـ 24 ساعة الماضية، ليرتفع عدد القتلى إلى 27365.[154]
- استشهد طفلان في غارة جوية إسرائيلية على روضة أطفال في رفح.[153] وقتل ما لا يقل عن 92 شخصا خلال الليل في الهجمات الإسرائيلية على المدينة.[155]
- شنت الميليشيات المدعومة من إيران ما لا يقل عن ثماني هجمات من جنوب لبنان إلى شمال إسرائيل.[156]
- تجمع مستوطنون على مدخل بلدة ترمسعيا شمالي مدينة رام الله، وأشعلوا النار في الإطارات المطاطية [157]
- اتهمت إسرائيل باحتجاز جثة فتى فلسطيني يبلغ من العمر 14 عاما قتلته القوات الإسرائيلية في الضفة الغربية المحتلة.[158]
- ذكر الهلال الأحمر الفلسطيني أن المواد الغذائية والوقود في مستشفى الأمل قد استنفدت وأن الإمدادات الطبية والأدوية نفدت من المخزون، مع نقص كبير في الأدوية الأساسية للأمراض المزمنة.[159]

### 5 فبراير
- أفادت وزارة الصحة في غزة أن 113 فلسطينيا قتلوا في الهجمات الإسرائيلية خلال الـ 24 ساعة الماضية، ليرتفع عدد القتلى إلى 27478.[160]
- اشتبكت كتائب شهداء الأقصى في نابلس وطولكرم وطوباس مع القوات الإسرائيلية، بينما أطلق مقاتلون من الميليشيات الفلسطينية لم تحدد هويتهم النار من أسلحة خفيفة مستهدفة القوات الإسرائيلية في الخليل.[161]
- شنت الميليشيات المدعومة من إيران ست هجمات من جنوب لبنان إلى شمال إسرائيل.[161]
- تعرضت قافلة من الشاحنات التي كانت تنتظر إدخال المواد الغذائية إلى قطاع غزة للنيران الإسرائيلية، مما أدى إلى إتلاف العديد من البضائع.[158]
- تعرضت سفينة شحن مملوكة للمملكة المتحدة وترفع علم بربادوس لهجوم بطائرة بدون طيار في البحر الأحمر غرب الحديدة باليمن.[158]
- اعتقلت قوات الاحتلال قاصراً من قرية عكا وشقيقين من قرية آسفي في مسافر يطا جنوبي الخليل.[158]

### 6 فبراير
- أفادت وزارة الصحة في غزة أن 107 فلسطينيين قتلوا في الهجمات الإسرائيلية خلال الـ 24 ساعة الماضية، ليرتفع عدد القتلى إلى 27585.[162]
- وقال المتحدث باسم الجيش الإسرائيلي دانيال هاغاري إن 31 أسيرًا إضافيًا في غزة لقوا حتفهم.[163]
- أعلنت كندا فرض عقوبات تستهدف كبار مسؤولي حماس والجهاد الإسلامي في فلسطين بسبب هجمات 7 أكتوبر.[163]
- قالت جمعية الهلال الأحمر الفلسطيني إن قوات الاحتلال اعتقلت اثنين من المتطوعين مع الجمعية بالقرب من مستشفى الأمل.[163]
- استشهد عشرة أشخاص وأصيب 10 آخرون في غارة جوية إسرائيلية على منزل شرق مخيم جباليا للاجئين.[163]
- أعلنت إسرائيل أن جنديًا من فيلق الهندسة القتالية قُتل في شمال غزة، مما رفع عدد القتلى من الجيش الإسرائيلي هناك إلى 226.[164]
- استشهد ستة أشخاص في قصف إسرائيلي لسيارة للشرطة في رفح.[165]

### 7 فبراير
- أفادت وزارة الصحة في غزة أن 123 فلسطينيا قتلوا في الهجمات الإسرائيلية خلال الـ 24 ساعة الماضية، ليرتفع عدد القتلى إلى 27703.[166]
- أطلق الحوثيون ستة صواريخ باليستية مضادة للسفن باتجاه جنوب البحر الأحمر وخليج عدن . ولم يصب أحد بأذى وتم الإبلاغ عن أضرار طفيفة فقط.[167]
- اقتحم جيش الإسرائيلي مدينة طولكرم، وفرض حصارًا على مخيم نور شمس، [167] مما أسفر عن مقتل رجلين فلسطينيين.[168]
- اقتحمت رتل من الآليات العسكرية والجرافات الإسرائيلية مدينة جنين.[167]
- تظاهرت حشود خارج السفارة الأمريكية في بغداد بعد دعوات على وسائل التواصل الاجتماعي لاقتحام السفارة.[169]
- رفضت إسرائيل اقتراح حماس المكون من ثلاث مراحل لوقف إطلاق النار.[169]
- شنت الميليشيات المدعومة من إيران أربع هجمات من جنوب لبنان إلى شمال إسرائيل.[169]
- ذكرت وزارة الصحة في غزة أن 11,000 شخص في حاجة ماسة للإجلاء الطبي.[170]

### 8 فبراير
- أفادت وزارة الصحة في غزة أن 130 فلسطينيا قتلوا في الهجمات الإسرائيلية خلال الـ 24 ساعة الماضية، ليرتفع عدد القتلى إلى 27833.[171]
- وأفادت جمعية الهلال الأحمر الفلسطيني أن مسعفاً قُتل وأصيب اثنان آخران بعد أن أطلق جيش الاحتلال النار عليهما بشكل مباشر في المنطقة الواقعة بين المستشفى الأهلي العربي ومستشفى الشفاء أثناء توجههما لإجلاء الجرحى.[168]
- أدت الغارات الجوية الإسرائيلية على منزلين إلى مقتل ما لا يقل عن 12 فلسطينياً وإصابة عدد أكبر بكثير في حي تل السلطان وحي السعودي في رفح.[168]
- استشهد فلسطينيان وأصيب 10 آخرون في غارة جوية إسرائيلية على منزل في دير البلح.[168]
- اعتدى مستوطنون مسلحون، على رعاة فلسطينيين، ومنعوهم من الوصول إلى مراعيهم جنوب الخليل.[168]
- إصابة شاب فلسطيني واعتقال آخر خلال عملية توغل واسعة النطاق في وادي الفارعة جنوب محافظة طوباس.[168]
- قُتلت فتاة فلسطينية تبلغ من العمر 14 عامًا برصاص قناص إسرائيلي خارج مستشفى ناصر المحاصر.[172]

### 9 فبراير
- أفادت وزارة الصحة في غزة أن 107 فلسطينيين قتلوا في الهجمات الإسرائيلية خلال الـ 24 ساعة الماضية، ليرتفع عدد القتلى إلى 27947.[173]
- قتل القناصون الإسرائيليون ما لا يقل عن 21 فلسطينيا بالقرب من مستشفى ناصر.[174]
- نفذ مقاتلون فلسطينيون غير محددين ثلاث هجمات استهدفت القوات الإسرائيلية في بيت فوريك وطولكرم وكفر قدوم.[175]
- شنت الميليشيات المدعومة من إيران تسع هجمات عبر الحدود من جنوب لبنان إلى شمال إسرائيل. قال قائد القيادة الشمالية للجيش الإسرائيلي إن الجيش الإسرائيلي يستعد لتوسيع الحرب في لبنان خلال اجتماع مع مجالس البلدات في شمال إسرائيل.[175]
- قال مدير الأونروا فيليب لازاريني إن إسرائيل منعت الغذاء عن 1.1 مليون فلسطيني في غزة.[176]
- اقتحمت قوات الاحتلال مستشفى الأمل.[177]

### 10 فبراير
- أفادت وزارة الصحة في غزة أن 117 فلسطينيا قتلوا في الهجمات الإسرائيلية خلال الـ 24 ساعة الماضية، ليصل عدد القتلى إلى 28064.[178]
- قتل الجيش الإسرائيلي ما لا يقل عن 28 فلسطينيا في غاراته على رفح.[179]
- نجا مسؤول كبير في حماس من محاولة اغتيال إسرائيلية في لبنان أسفرت عن مقتل مدنيين اثنين.[180]
- استشهد شخصان في هجوم إسرائيلي على سيارة للشرطة في رفح.[180]
- وأعلنت المقاومة الإسلامية في العراق مسؤوليتها عن الهجوم على هدف غير محدد قرب البحر الميت.[181]
- نظم سكان الضفة الغربية مظاهرة مناهضة لإسرائيل في نابلس.[181]
- اندلعت مواجهات بين كتائب شهداء الأقصى وقوات الاحتلال الإسرائيلي في الفارعة بطوباس.[181]
- شنت الميليشيات المدعومة من إيران ست هجمات من جنوب لبنان إلى شمال إسرائيل.[181]
- ادعى حزب الله أنه سيطر على طائرة بدون طيار تابعة للجيش الإسرائيلي Skylark.[181]

### 11 فبراير
- أفادت وزارة الصحة في غزة أن 112 فلسطينيا قتلوا في الهجمات الإسرائيلية خلال الـ 24 ساعة الماضية، ليرتفع عدد القتلى إلى 28176.[182]
- بعد الغارة على مستشفى الأمل، قام الجيش الإسرائيلي باعتقال 20 ناشطًا كانوا مختبئين في المستشفى.[183]
- قالت كتائب القسام على تلغرام إن الغارات الإسرائيلية على غزة أسفرت عن مقتل رهينتين إسرائيليين وإصابة ثمانية آخرين بجروح خطيرة خلال الـ 96 ساعة الماضية.[184]
- قال نتنياهو إن إسرائيل تعد خطة مفصلة لنقل الفلسطينيين إلى مناطق شمال رفح قبل الهجوم البري المتوقع على المدينة.[185]
- قال أحد كبار قادة حماس إن أي هجوم بري إسرائيلي على رفح سينهي محادثات التفاوض بشأن الرهائن.[186]
- أطلقت قوات الاحتلال الإسرائيلي النار على شاب فلسطيني، وأصابته بجروح في بتير غربي بيت لحم.[187]
- شن مسلحون مجهولون هجومًا فاشلًا بطائرة بدون طيار استهدف القوات الأمريكية في موقع دعم مهمة كونوكو في محافظة دير الزور في سوريا.[188]
- أسقطت طائرة أردنية وعلى متنها الملك عبد الله الثاني مساعدات جوية فوق قطاع غزة.[189]
- ذكرت جمعية الهلال الأحمر الفلسطيني أن ثلاثة مرضى توفوا في مستشفى الأمل بسبب قيام القوات الإسرائيلية بمنع إمدادات الأكسجين من الوصول إلى المستشفى.[190][191] وذكر الجيش الإسرائيلي أنه سهل تسليم 20 خزان أكسجين وإمدادات طبية أخرى إلى المستشفى بعد الغارة.[183]

### 12 فبراير
- قال الجيش الإسرائيلي إنه أنقذ رهينتين كانا محتجزين في رفح،[192] ونفذ موجات من الهجمات في المدينة.[193] وقال مسؤولو صحة محليون إن 67 شخصا قتلوا وأصيب العشرات.[194][195] وقصفت القوات الإسرائيلية المنازل والمستشفيات وثلاثة مساجد.[187]
- قضت محكمة الاستئناف في لاهاي بأنه يجب على هولندا حظر تصدير أجزاء الطائرات المقاتلة من طراز F-35 إلى إسرائيل، مشيرة إلى مخاوف من إمكانية استخدامها في انتهاك القانون الإنساني الدولي.[196]
- أفادت وزارة الصحة في غزة أن 164 فلسطينيا قتلوا في الهجمات الإسرائيلية خلال الـ 24 ساعة الماضية، ليصل عدد القتلى إلى 28340.[197]
- تعرضت سفينة شحن لهجوم بصاروخين حوثيين في البحر الأحمر أثناء توجهها إلى ميناء في إيران.[198]
- أعلنت إسرائيل أن جنديين من وحدة ماجلان قُتلا أثناء القتال في غزة، ليصل عدد القتلى في صفوف الجيش الإسرائيلي هناك إلى 229.[199]
- قالت كتائب القسام إن ثلاثة رهائن قتلوا وأصيب ثمانية خلال الغارات الجوية الإسرائيلية.[200]
- أفاد حزب الله أنه استهدف مبنى للشرطة في كريات شمونة، مما أدى إلى إصابة شخصين.[201]
- استهدف سلاح الجو الإسرائيلي قائداً ميدانياً لحزب الله كان مسؤولاً عن منطقة مارون الراس دون جدوى في غارة جوية بالقرب من بنت جبيل في جنوب لبنان.[202]
- قال أبو فدك المحمداوي المسؤول الكبير في كتائب حزب الله ورئيس أركان الحشد الشعبي، إن الانتقام الأكبر للضربة الأمريكية في 7 فبراير سيكون طرد القوات الأجنبية من العراق.[202]
- أطلقت حركة المجاهدين الفلسطينية صواريخ من قطاع غزة باتجاه جنوب إسرائيل.[202]
- دخل مستوطنون من ريحاليم إلى بلدة الساوية واعتدوا على رعاة الأغنا، برشق الحجارة. ودخلت مجموعة أخرى من مستوطني يتسهار إلى قرية مادما، وهاجمت المنازل وحطمت النوافذ.[201]
- أطلقت قوات الاحتلال الإسرائيلي في عصيرة القبلية جنوبي نابلس، النار على شاب وفتى (16 عاما)، مما أدى إلى إصابتهما بجراح خطيرة.[203]
- ادعى نائب رئيس المركز الروسي للمصالحة في سوريا، أن سلاح الجو الإسرائيلي شن غارة جوية استهدفت مطار النيرب في حلب.[204]

### 13 فبراير
- أعلنت إسرائيل أن ثلاثة جنود من فرقة غزة قُتلوا أثناء القتال في غزة في اليوم السابق، ليصل عدد القتلى من الجيش الإسرائيلي هناك إلى 232،[205] وأصيب جنديان آخران.[198]
- وافق مجلس الشيوخ الأمريكي على حزمة مساعدات من شأنها أن توفر لإسرائيل 14 مليار دولار أمريكي، و9.15 مليار دولار أمريكي كمساعدات إنسانية للمواطنين في الأراضي الفلسطينية ومناطق الصراع الأخرى.[206]
- أفادت وزارة الصحة في غزة أن 133 فلسطينيا قتلوا في الهجمات الإسرائيلية خلال الـ 24 ساعة الماضية، ليرتفع عدد القتلى إلى 28473.[207]
- فرضت فرنسا حظر سفر على 28 مستوطنا إسرائيليا قالت إنهم مذنبون بارتكاب أعمال عنف ضد مواطنين فلسطينيين في الضفة الغربية.[208]
- قتل القناصون الإسرائيليون ثلاثة أشخاص في مستشفى ناصر،[209] بينما توفيت فتاة تبلغ من العمر 10 سنوات في غرفة العناية المركزة بالمستشفى بعد انقطاع التيار الكهربائي طوال الليل.[198]
- قتل ما لا يقل عن خمسة أشخاص في مخيم النصيرات، في حين قتل أربعة آخرون جراء قنبلة إسرائيلية في حي رفح البرازيلي.[198]
- أشعلت إسرائيل النار في شاحنة فلسطينية في حوارة.[198]
- أعلن وزير الخارجية البريطاني ديفيد كاميرون عن تجميد الأصول وحظر السفر ضد المستوطنين الإسرائيليين غير الشرعيين، قائلاً إنه «يجب على إسرائيل أيضًا اتخاذ إجراءات أقوى ووضع حد لعنف المستوطنين».[198]
- وقال حسن نصر الله: «إن قصف حزب الله عبر الحدود على إسرائيل لن يتوقف إلا عندما يتوقف العدوان الإسرائيلي على قطاع غزة».[210]
- وذكرت صحيفة وول ستريت جورنال أن إسرائيل عرضت على مصر خطة لإخلاء رفح تتضمن نقل السكان إلى 15 موقعًا على طول قطاع غزة تحتوي على 25 ألف خيمة.[211]
- أطلقت حركة المجاهدين الفلسطينيين وابلا من الصواريخ من قطاع غزة، مستهدفة بلدة جنوب إسرائيل المتاخمة لبيت لاهيا.[212]
- أطلق حزب الله صواريخ موجهة مضادة للدبابات على كريات شمونة، مما أدى إلى إصابة مدنيين إسرائيليين. كما أطلقت صواريخ استهدفت موقع المرج.[212]
- شنت إسرائيل غارة بطائرة بدون طيار استهدفت منشأة لتخزين الصواريخ التابعة للحرس الثوري الإيراني في الميادين بسوريا.[212]
- استهدفت ميليشيات مدعومة من إيران القوات الأمريكية المتمركزة في حقل العمر النفطي شرقي سوريا.[212]

### 14 فبراير
- أعلنت وزارة الصحة في غزة أن 103 فلسطينيين استشهدوا في الهجمات الإسرائيلية خلال الـ 24 ساعة الماضية، ليرتفع عدد القتلى إلى 28,576.[213]
- نفذت إسرائيل أعنف هجوم لها على لبنان منذ بداية الحرب، مما أسفر عن مقتل أربعة من أعضاء حزب الله وعشرة مدنيين ردًا على هجوم من لبنان على مقر القيادة الشمالية لجيش الإسرائيلي في صفد والذي أسفر عن مقتل جندية إسرائيلية وإصابة ثمانية آخرين.[214][215][216] ولم يعلن حزب الله مسؤوليته عن الهجوم.[204]
- وأعلنت كتائب شهداء الأقصى والجهاد الإسلامي في فلسطين إطلاق نار من أسلحة خفيفة استهدف بلدة ميراف القريبة من الضفة الغربية، دون وقوع إصابات.[204]
- نفذت القيادة المركزية الأمريكية ضربة استباقية استهدفت صاروخ كروز متنقل مضاد للسفن تابع للحوثيين في اليمن.[204]
- أطلق الحوثيون صاروخا باليستيا مضادا للسفن في خليج عدن سقط في المياه المفتوحة.[204]
- اعتقلت قوات الاحتلال ثلاثة رجال خلال مداهمات في قلقيلية. كما اعتقلت قوات الاحتلال شاباً في نعلين غربي رام الله.[217]

### 15 فبراير
- داهمت القوات الإسرائيلية مجمع ناصر الطبي فيما وصفته بأنه عملية محدودة ضد حماس، زاعمة أن لديها أدلة موثوقة على أن حماس تحتجز رهائن هناك.[218] وقال المتحدث باسم وزارة الصحة في غزة أشرف القدرة، إن شخصا استشهد وأصيب عدد آخر.[219]
- أعلن الجيش الأمريكي أن خفر السواحل الأمريكي ضبط سفينة متجهة للحوثيين في بحر العرب قادمة من إيران وكانت تحمل أسلحة ومساعدات عسكرية أخرى.[220]
- أفادت وزارة الصحة في غزة أن 87 فلسطينيا على الأقل قتلوا في الهجمات الإسرائيلية خلال الـ 24 ساعة الماضية، ليصل عدد القتلى إلى 28663.[221]
- أعلنت إسرائيل أن جنديًا من لواء المظليين قُتل أثناء القتال في غزة، مما رفع عدد القتلى في صفوف الجيش الإسرائيلي هناك إلى 233.[222]
- حزب الله يطلق النار على إسرائيل ردا على الهجمات الإسرائيلية التي أسفرت عن مقتل 10 أشخاص في لبنان.[223]
- قُتل ما لا يقل عن 11 شخصاً في قصف مكثف على مخيم النصيرات للاجئين.[224]
- اعتقلت إسرائيل ما لا يقل عن 20 فلسطينيا في الضفة الغربية، بينهم طفل وأسير سابق.[224]
- وذكرت صحيفة وول ستريت جورنال أن مصر تقوم ببناء مخيم للاجئين محاط بجدران خرسانية جنوب رفح.[225]

### 16 فبراير
- أعلنت إسرائيل أن جنديًا آخر من لواء المظليين قُتل أثناء القتال في جنوب غزة في اليوم السابق وأصيب عدد آخر، ليصل عدد القتلى في صفوف الجيش الإسرائيلي هناك إلى 234.[226]
- توفي أربعة أشخاص على الأقل في مستشفى ناصر بعد انقطاع الكهرباء وانقطاع إمدادات الأكسجين.[227]
- قدم لبنان شكوى إلى مجلس الأمن التابع للأمم المتحدة بشأن سلسلة الهجمات الإسرائيلية على أهداف مدنية في 14 فبراير.[228]
- قتل مسلح شخصين وأصاب أربعة آخرين خلال إطلاق نار جماعي في محطة للحافلات بالقرب من كريات ملاخي قبل أن يقتله أحد المارة.[229][230]
- أعلنت وزارة الصحة في غزة أن 112 فلسطينيا قتلوا في الهجمات الإسرائيلية خلال الـ 24 ساعة الماضية، ليرتفع عدد القتلى إلى 28775.[231]
- وذكرت صحيفة نيويورك تايمز وقناة الجزيرة أن إسرائيل كانت وراء هجومين على خطوط أنابيب الغاز الرئيسية في إيران في وقت سابق من الأسبوع، نقلاً عن مسؤولين في المخابرات الغربية وخبير استراتيجي في الحرس الثوري الإيراني.[230][232][233]
- اندلعت أعمال شغب بالقرب من حدود غزة مع مصر بعد أن أطلق رجال شرطة حماس النار على فتى كان يحاول جمع المساعدات الإنسانية وقتلوه.[234]
- أطلقت سرايا القدس النار باتجاه قوات الاحتلال المتمركزة على حاجز دوتان جنوبي مستوطنة ميفو دوتان بالضفة الغربية.[230]
- ألقى مقاتلون فلسطينيون مجهولون عبوات ناسفة بدائية الصنع على القوات الإسرائيلية في محيط العقبة واشتبكوا بشكل منفصل مع القوات الإسرائيلية في عابود.[230]
- ونفذ حزب الله خمس هجمات من جنوب لبنان إلى شمال إسرائيل.[230]
- وأطلقت كتائب شهداء الأقصى صواريخ واستهدفت حركة الجهاد الإسلامي الفلسطينية موقعا للجيش الإسرائيلي وعسقلان من شمال قطاع غزة.[230]

### 17 فبراير
- رفضت محكمة العدل الدولية طلب جنوب أفريقيا فرض قيود جديدة تهدف إلى منع التوغل الإسرائيلي في رفح، قائلة بدلاً من ذلك إن الوضع الخطير في رفح وقطاع غزة بأكمله يتطلب من إسرائيل الالتزام بالحكم الذي أصدرته في يناير، والذي طالب إسرائيل باتخاذ "جميع التدابير في حدود سلطتها لمنع جريمة الإبادة الجماعية التي ترتكبها قواتها.[235]
- أفادت وزارة الصحة في غزة أن 83 فلسطينيا على الأقل قتلوا في الهجمات الإسرائيلية خلال الـ 24 ساعة الماضية، ليصل عدد القتلى إلى 28858.[236]
- هاجمت إسرائيل منزل امرأة حامل في منطقة تل الزعتر بقطاع غزة، مما أدى إلى ولادة طفلتها ميتة.[233]
- قُتل ثمانية فلسطينيين في غارات جوية إسرائيلية على منازل في مخيمي الزوايدة ودير البلح للاجئين، وأصيب العشرات.[233]
- قال الحوثيون أنهم شنوا هجوما صاروخيا دقيقا ومباشرا على ناقلة نفط ترفع علم بنما وتحمل نفطا خاما متجهة إلى الهند.[237]
- قال الجيش الإسرائيلي إنه هاجم موقعا للجيش السوري ردا على قصف من الأراضي السورية باتجاه جنوب هضبة الجولان المحتلة.[237]
- وقال السفير الأمريكي لدى الأمم المتحدة إن الولايات المتحدة ستستخدم على الأرجح حق النقض ضد تصويت الأمم المتحدة الداعي إلى وقف إطلاق النار المقرر في 20 فبراير، قائلا إن نص القرار الذي اقترحته الجزائر قد يعرض للخطر المفاوضات الرامية إلى التوسط في وقف مؤقت للحرب.[238][239] وقد انتقدت العديد من الدول حق النقض.[240]

### 18 فبراير
- أعلنت وزارة الصحة في غزة أن 127 فلسطينيا قتلوا في الهجمات الإسرائيلية خلال الـ 24 ساعة الماضية، ليرتفع عدد القتلى إلى 28985.[241]
- وقال رئيس منظمة الصحة العالمية تيدروس أدهانوم غيبريسوس: «إن مستشفى ناصر لم يعد يعمل بسبب الحصار الذي فرضه الجيش الإسرائيلي لمدة أسبوع تلاه الغارة المستمرة».[238]
- وقال نتنياهو: «إن تصريحات الرئيس البرازيلي لولا دا سيلفا التي قارن فيها سلوك إسرائيل بالمحرقة وهتلر تجاوزت الخط الأحمر».[242]
- وافقت الحكومة الإسرائيلية بالإجماع على قرار يرفض الاعتراف الدولي الأحادي الجانب بالدولة الفلسطينية.[242]
- وذكر نتنياهو: «أنه يتعهد باجتياح رفح مهما حدث».[243] كما رفض الدعوات لإجراء انتخابات مبكرة مع خروج آلاف المتظاهرين إلى الشوارع في تل أبيب والقدس مطالبين بالتنحي.[244]
- حمّل زعيم حركة حماس إسماعيل هنية إسرائيل مسؤولية عدم إحراز تقدم في التوصل إلى اتفاق لوقف إطلاق النار في غزة.[245]
- استشهد ما لا يقل عن 10 فلسطينيين خلال الليل بعد أن شنت القوات الإسرائيلية هجمات على دير البلح والأراضي الزراعية على أطراف مدينة رفح.[246]
- وشهدت بيت حانون قصفاً مكثفاً، فيما استهدفت غارات إسرائيلية شارع السكة وحي الزيتون بمدينة غزة.[246]
- تجمع الفلسطينيون في جباليا أمام مقر الأونروا في مظاهرة احتجاجية للمطالبة بتوصيل الغذاء إلى مخيم اللاجئين.[246]
- دخل مستوطنون إسرائيليون إلى قرية ترمسعيا الفلسطينية، وأضرموا النار في مركباتهم.[246]
- حذر عضو مجلس الوزراء الحربي الإسرائيلي بيني غانتس من أنه سيتم شن هجوم بري في رفح في 10 مارس ما لم تطلق حماس سراح جميع الرهائن بحلول ذلك الوقت. وأضاف غانتس أن إسرائيل ستعمل بطريقة منسقة لتسهيل إجلاء المدنيين بالحوار مع شركائنا الأمريكيين والمصريين لتقليل الخسائر في صفوف المدنيين.[247]
- تعرضت سفينة شحن ترفع علم بيليز إلى أضرار كارثية عقب هجوم الحوثيين في مضيق باب المندب، مما أجبر طاقمها على الإخلاء.[248]
- قصف الجيش الإسرائيلي مستشفى الأمل.[249]

### 19 فبراير
- أفادت وزارة الصحة في غزة أن 107 فلسطينيين قتلوا في الهجمات الإسرائيلية خلال الـ 24 ساعة الماضية، ليصل عدد القتلى إلى 29092.[250]
- واتهم وزير الخارجية الفلسطيني إسرائيل بالاستعمار والفصل العنصري في بداية أسبوع من جلسات محكمة العدل الدولية التي دعت إليها الجمعية العامة للأمم المتحدة لتقييم شرعية الاحتلال الإسرائيلي المستمر للأراضي الفلسطينية منذ 57 عاما.[251]
- وأعلنت إسرائيل أن جنديًا من لواء المظليين قُتل أثناء القتال في غزة في اليوم السابق، مما رفع عدد القتلى في صفوف الجيش الإسرائيلي هناك إلى 235.[252]
- وذكرت رويترز أن الولايات المتحدة اقترحت مشروع قرار بديل لمجلس الأمن التابع للأمم المتحدة يدعو إلى وقف مؤقت لإطلاق النار ويعارض أي هجوم بري إسرائيلي كبير في رفح.[253]
- وأعلن الاتحاد الأوروبي بدء عملية أسبيدس، وهي مهمة بحرية لحماية الشحن في البحر الأحمر والمياه المحيطة به من هجمات الحوثيين.[254]
- شن سلاح الجو الإسرائيلي غارة جوية على مدينة صيدا اللبنانية،[255] والغازية .[256]
- دمر الحوثيون طائرة أمريكية بدون طيار من طراز MQ-9 فوق الحديدة.[257]
- صرح ممثل منظمة الصحة العالمية ريك بيبركورن: «أن تدهور الخدمات الصحية يجب أن يتوقف. وقد تواصلت عدد من البلدان في المنطقة وحتى في أوروبا وهي على استعداد لقبول المرضى. ونقدر أن هناك ما لا يقل عن 8000 مريض بحاجة إلى الإحالة خارج غزة».[258]

### 20 فبراير
- أفادت وزارة الصحة في غزة أن 103 فلسطينيين قتلوا في الهجمات الإسرائيلية خلال الـ 24 ساعة الماضية، ليصل عدد القتلى إلى 29195.[259]
- أعلنت إسرائيل أن جنديًا من لواء المظليين توفي متأثرًا بجراحه التي أصيب بها أثناء القتال في غزة، مما رفع عدد القتلى في صفوف الجيش الإسرائيلي هناك إلى 236.[260]
- قُتل شخص واحد على الأقل وأصيب كثيرون آخرون بعد أن فتحت القوات الإسرائيلية النار على حشد فلسطيني كان ينتظر الحصول على مساعدات غذائية في شمال قطاع غزة.[261]
- أصيب شاب بشظايا رصاص خلال اقتحامات إسرائيلية لمخيم العروب للاجئين شمالي الخليل.[262]

### 21 فبراير
- قُتل شخصان على الأقل في غارة جوية يشتبه أنها إسرائيلية على مبنى سكني في حي كفرسوسة بدمشق.[263]
- أفادت وزارة الصحة في غزة أن 118 فلسطينيا قتلوا في الهجمات الإسرائيلية خلال الـ 24 ساعة الماضية، ليرتفع عدد القتلى إلى 29313.[264]
- وأعلنت إسرائيل أن جنديًا من لواء ناحال قُتل في اليوم السابق للقتال في غزة، مما رفع عدد القتلى في صفوف الجيش الإسرائيلي هناك إلى 237.[265]

### 22 فبراير
- أفادت وزارة الصحة في غزة أن 97 فلسطينيا على الأقل قتلوا في الهجمات الإسرائيلية خلال الـ 24 ساعة الماضية، ليصل عدد القتلى إلى 29410.[266]
- أعلن الحوثيون منع السفن المرتبطة بإسرائيل والولايات المتحدة والمملكة المتحدة من الإبحار في المياه المحيطة باليمن.[267]
- قُتل ثلاثة أشخاص على الأقل وأصيب آخرون جراء الغارات الجوية الإسرائيلية على رفح.[268]
- سمعت صفارات الإنذار في إيلات.[268]
- هاجم مستوطنون إسرائيليون قرية عصيرة القبلية جنوبي نابلس، مما أدى إلى إصابة شاب فلسطيني برشق الحجارة ومحاولته إشعال النار في منزل.[268]
- قوات الاحتلال الإسرائيلي تقتل طفلاً فلسطينياً في عزون شرقي قلقيلية [268]
- أفادت السلطات المحلية أن القصف الإسرائيلي على المنازل السكنية في وسط غزة أدى إلى مقتل ما لا يقل عن 40 شخصا.[269]
- قُتل إسرائيلي وأصيب ثمانية آخرون عندما أطلق ثلاثة مسلحين فلسطينيين النار على سائقي السيارات على الطريق السريع رقم 1. وقُتل المهاجمون على يد إسرائيليين مسلحين.[270]
- تحدث كريس لوكيير مدير منظمة أطباء بلا حدود أمام مجلس الأمن التابع للأمم المتحدة قائلاً: «لا يوجد نظام صحي يمكن الحديث عنه في غزة. لقد قام الجيش الإسرائيلي بتفكيك المستشفيات تلو الأخرى. وما تبقى هو القليل جداً في مواجهة هذه المعاناة».[271]
- أفاد الأطباء في مستشفى الشفاء أن الأوضاع أصبحت «تسوء يوماً بعد يوم».[272]

### 23 فبراير
- أفادت وزارة الصحة في غزة أن 104 فلسطينيين قتلوا في الهجمات الإسرائيلية خلال الـ 24 ساعة الماضية، ليصل عدد القتلى إلى 29514[273]
- وكشف نتنياهو عن خططه لغزة ما بعد الحرب، قائلا: «إن إسرائيل ستكون قادرة على العمل عسكريا في المنطقة إلى أجل غير مسمى لمنع عودة حماس، وأضاف أنه يجب إغلاق الأونروا» .[274]
- استشهد شخص وأصيب خمسة عشر آخرون بانفجار قنبلة إسرائيلية استهدفت سيارة في جنين.[274]
- قالت الأونروا إنها لم تعد قادرة على تقديم الخدمات في شمال غزة.[275]
- قُتل ما لا يقل عن 24 شخصًا في غارة إسرائيلية على منزل يستضيف نازحين في دير البلح.[275]
- قال حزب الله إنه هاجم عدة قواعد إسرائيلية واستهدف مبنيين تجمعت فيهما القوات في المطلة والمنارة.[276]
- أصابت غارة جوية إسرائيلية سيارة في مخيم جنين للاجئين، مما أسفر عن مقتل شخص واحد على الأقل.[276]
- قال وزير المالية الإسرائيلي بتسلئيل سموتريتش: «إن وزارة الدفاع الإسرائيلية ستسمح ببناء 3344 منزلا جديدا في المستوطنات الإسرائيلية غير القانونية».[276]
- هدمت قوات الاحتلال منزلين وبئر مياه وشبكة كهرباء في خلة الفرا جنوب الخليل.[276]
- وذكرت وزارة الصحة في غزة أن 350 ألف مريض مزمن، و60 ألف امرأة حامل، و700 ألف طفل في غزة يواجهون مضاعفات صحية خطيرة بسبب سوء التغذية والجفاف وانهيار نظام الرعاية الصحية.[277]

### 24 فبراير
- ذكرت وزارة الصحة في غزة أن 92 فلسطينيا على الأقل قتلوا في الهجمات الإسرائيلية خلال الـ 24 ساعة الماضية، ليصل عدد القتلى إلى 29606.[278]
- أعلنت إسرائيل أن رائدًا من لواء جفعاتي قُتل أثناء القتال في شمال قطاع غزة، مما رفع عدد القتلى في صفوف الجيش الإسرائيلي هناك إلى 238.[279]
- قتلت القوات الجوية الإسرائيلية سبعة أشخاص على الأقل من بينهم طفل في رفح.[280]

### 25 فبراير
- أعلنت إسرائيل أن جنديين من لواء جفعاتي قُتلا أثناء القتال في جنوب قطاع غزة وأصيب ثلاثة آخرون بجروح خطيرة،[281] ليصل عدد القتلى في صفوف الجيش الإسرائيلي هناك إلى 240.[282]
- أدى هجوم إسرائيلي استهدف منزلا إلى اندلاع حريق كبير في بيت لاهيا.[281]
- اعتدت قوات الاحتلال الإسرائيلي على ثمانية فلسطينيين خلال مداهمة مدينة الخليل.[281]
- أفادت وزارة الصحة في غزة أن 86 فلسطينيا على الأقل قتلوا في الهجمات الإسرائيلية خلال الـ 24 ساعة الماضية، ليصل عدد القتلى إلى 29692.[283]
- أضرم النار في نفسه جندي من القوات الجوية الأمريكية يدعي آرون بوشنل أمام السفارة الإسرائيلية في واشنطن العاصمة، احتجاجًا على الحرب الإسرائيلية في غزة، وتوفي لاحقا متأثرا بجراحه.[284][285]

### 26 فبراير
- أفادت وزارة الصحة في غزة أن 90 فلسطينيا على الأقل قتلوا في الهجمات الإسرائيلية خلال الـ 24 ساعة الماضية، ليصل عدد القتلى إلى 29782.[286]
- أعلن رئيس الوزراء الفلسطيني محمد اشتية استقالته، مستشهدا بالمشاكل التي سببتها الحرب، بما في ذلك لإبادة الجماعية في غزة.[287]
- شنت إسرائيل غارة جوية على مدينة بعلبك اللبنانية للمرة الأولى منذ بدء الحرب، مما أسفر عن مقتل شخصين بحسب حزب الله.[288]

### 27 فبراير
- أفادت وزارة الصحة في غزة أن 96 فلسطينيا على الأقل قتلوا في الهجمات الإسرائيلية خلال الـ 24 ساعة الماضية، ليصل عدد القتلى إلى 29878 [289]
- أسقط سلاح الجو الأردني مساعدات غذائية على قطاع غزة.[290]
- نظمت احتجاجات في تل أبيب ضد الحرب ودعما لوقف إطلاق النار في غزة.[291]
- نفذ حزب الله 14 هجومًا استهدفت في المقام الأول القوات العسكرية الإسرائيلية والبنية التحتية.[110]

### 28 فبراير
- أعلنت إسرائيل أن جنديين من لواء جفعاتي قُتلا وأصيب سبعة آخرون أثناء القتال في غزة في اليوم السابق، ليصل عدد القتلى في صفوف الجيش الإسرائيلي هناك إلى 242.[292]
- ذكرت وزارة الصحة في غزة أن 76 فلسطينيا على الأقل قتلوا في الهجمات الإسرائيلية خلال الـ 24 ساعة الماضية، ليصل عدد القتلى إلى 29954.[293]
- توفي ستة أطفال فلسطينيين بسبب سوء التغذية في غزة بعد تحذيرات من أن آلاف الفلسطينيين قد يموتون جوعا في المستقبل القريب نتيجة للحصار الإسرائيلي.[294]

### 29 فبراير
- ذكرت وزارة الصحة في غزة أن 81 فلسطينيا على الأقل قتلوا في الهجمات الإسرائيلية خلال الـ 24 ساعة الماضية، ليصل عدد القتلى إلى 30035.[295]
- أطلق الجنود الإسرائيليون النار على حشد من الناس، مما أدى إلى مقتل ما لا يقل عن 118 فلسطينيًا وإصابة 760 شخصًا كانوا ينتظرون المساعدات الغذائية بالقرب من شارع الرشيد، جنوب مدينة غزة.[296] واعترف الجيش الإسرائيلي بإطلاق النار، مدعيًا أنه: «أطلق النار على سكان غزة الذين عرضوا القوات للخطر أثناء التدافع»، [297] لكنه قال إنه مسؤول فقط عن أقل من عشرة من القتلى. أفاد تحقيق للجيش الإسرائيلي أن غالبية الوفيات نتجت عن شاحنات المساعدات التي صدمت الناس أثناء محاولتهم الفرار من النيران الإسرائيلية،[298][299] لكن وفا ذكرت أن الدبابات الإسرائيلية أطلقت النار على آلاف الأشخاص من الرشاشات.[300]
- وصنفت نيوزيلندا حماس كيانا إرهابيا. كما فرضت حظر سفر على المستوطنين الإسرائيليين المتطرفين الذين ارتكبوا هجمات ضد الفلسطينيين في الضفة الغربية.[301]
- قُتل إسرائيليان بعد أن فتح ثلاثة مهاجمين، من بينهم شرطي من السلطة الفلسطينية، النار في محطة وقود بالقرب من مستوطنة إيلي بالضفة الغربية، وقتل المهاجمون الثلاثة.[302]
- توفي أربعة أطفال فلسطينيين بسبب الجوع في مستشفى كمال عدوان شمال قطاع غزة.[303]
- في حادثة الرشيد للمساعدات الإنسانية (مذبحة الدقيق)، قُتل ما لا يقل عن 118 مدنيًا فلسطينيًا وجُرح ما لا يقل عن 760 آخرين عندما فتحت قوات الدفاع الإسرائيلية النار على موقع للمساعدات. وتوفي البعض متأثرين بجراحهم نتيجة طلقات نارية، والبعض الآخر بسبب الذعر الجماعي.[304]

## مارس 2024

### 1 مارس
- أفادت وزارة الصحة في غزة أن 193 فلسطينيا قتلوا في الهجمات الإسرائيلية خلال الـ 24 ساعة الماضية، ليرتفع عدد القتلى إلى 30228.[305]
- أفادت وسائل إعلام إيرانية بمقتل عنصر في الحرس الثوري الإيراني في هجوم إسرائيلي مشتبه به في بانياس بسوريا.[306]
- هاجم مستوطنون إسرائيليون منازل المواطنين بالحجارة في أطراف بلدة جالود جنوب شرق مدينة نابلس.[307]
- قالت كتائب القسام إن القصف الإسرائيلي أدى إلى مقتل سبعة رهائن.[308]
- اعتقلت الشرطة الإسرائيلية شابا فلسطينيا أثناء محاولته الصلاة في المسجد الأقصى.[309]

### 2 مارس
- وذكرت وزارة الصحة في غزة أن 92 فلسطينيا على الأقل قتلوا في الهجمات الإسرائيلية خلال الـ 24 ساعة الماضية، ليصل عدد القتلى إلى 30320.[310]
- قُتل 15 شخصًا في هجوم إسرائيلي على منزل في دير البلح، بينما قُتل 11 آخرون في هجوم على خيمة تؤوي نازحين فلسطينيين بالقرب من مستشفى تل السلطان في رفح.[311]
- غرقت سفينة MV روبيمار قبالة سواحل اليمن التي أصيبت بصاروخ مضاد للسفن أطلقه الحوثيون في 18 فبراير.[312]
- نفذت الولايات المتحدة عملية إسقاط جوي للمساعدات الإنسانية في غزة، حيث أسقطت 66 منصة نقالة تحتوي على 38,000 وجبة.[313]
- قتل جنود الاحتلال شابا فلسطينيا يبلغ من العمر 16 عاما بعد مداهمة قرية كفر نعمة في رام الله.[314]
- أعلنت إسرائيل أن ثلاثة جنود من لواء بيسلاماخ قتلوا أثناء القتال في جنوب غزة، مما رفع عدد القتلى من الجيش الإسرائيلي هناك إلى 245.[315]
- استشهد طفل فلسطيني يبلغ من العمر 13 عامًا برصاص القوات الإسرائيلية بالقرب من الجدار العازل بالقرب من مخيم الجلزون بالضفة الغربية.[316]

### 3 مارس
- ذكرت وزارة الصحة في غزة أن 90 فلسطينيا على الأقل قتلوا في الهجمات الإسرائيلية خلال الـ 24 ساعة الماضية، ليصل عدد القتلى إلى 30410.[317]
- قُتل ما لا يقل عن ثمانية أشخاص بعد أن قصف الجيش الإسرائيلي شاحنة مساعدات في دير البلح.[318]
- أدت غارة جوية شنتها القوات الجوية الإسرائيلية على رفح إلى مقتل 14 فلسطينيا، معظمهم من الأطفال.[319]
- اعتقلت قوات الاحتلال الإسرائيلي 55 شخصًا خلال مداهمات ليلية في عدة مواقع في أنحاء الضفة الغربية.[320]

### 4 مارس
- أفادت وزارة الصحة في غزة أن 124 فلسطينيا على الأقل قتلوا في الهجمات الإسرائيلية خلال الـ 24 ساعة الماضية، ليصل عدد القتلى إلى 30,534.[321]
- فجرت كتائب شهداء الأقصى عبوة ناسفة دمرت جرافة تابعة للجيش الإسرائيلي في طولكرم، وتسببت في إصابة جندي إسرائيلي في رام الله.[322]
- أطلقت حركة الجهاد الإسلامي في فلسطين صاروخين من قطاع غزة باتجاه جنوب إسرائيل.[322]
- زعم حزب الله أنه صد عمليتين بريتين إسرائيليتين في جنوب لبنان.[322]
- أعدمت إيران شخصًا مزعومًا ينتمي إلى الموساد بتهمة مساعدة إسرائيل في تخريب منشآت وزارة الدفاع الإيرانية في يناير.[322]
- قالت وسائل الإعلام الموالية للحوثيين أن الولايات المتحدة والمملكة المتحدة نفذتا ثلاث غارات جوية في شمالي اليمن.[322]
- نفذ مقاتلون غير محددين مدعومين من إيران هجومًا صاروخيًا موجهًا مضادًا للدبابات أدى إلى مقتل مزارع أجنبي وإصابة سبعة آخرين بالقرب من الحدود الإسرائيلية اللبنانية.[322]
- بعد زيارة منظمة الصحة العالمية لمستشفيات العودة وكمال عدوان، أبلغ تيدروس أدهانوم غيبريسوس عن «مستويات حادة من سوء التغذية، وموت الأطفال جوعا، ونقص خطير في الوقود والغذاء والإمدادات الطبية، وتدمير مباني المستشفيات».[323]

### 5 مارس
- أعلن الجيش الإسرائيلي أنه أكمل تدمير أكبر نفق لحماس تم اكتشافه في غزة بعد اكتشافه في ديسمبر 2023.[324]
- أفادت وزارة الصحة في غزة أن 97 فلسطينيا على الأقل قتلوا في الهجمات الإسرائيلية خلال الـ 24 ساعة الماضية، ليصل عدد القتلى إلى 30631.[325]
- قصفت القوات الإسرائيلية مسجدًا يؤوي مدنيين في دير البلح، مما أدى إلى مقتل امرأة فلسطينية وإصابة 20 آخرين.[326]
- أطلقت القوات الإسرائيلية النار على الفلسطينيين الذين كانوا يطلبون المساعدة من قافلة الإمدادات التي كانت تدخل مدينة غزة.[327]
- أدت غارة جوية إسرائيلية على منزل في خان يونس إلى مقتل ما لا يقل عن ثمانية أشخاص وإصابة عدة أشخاص آخرين.[328]

### 6 مارس
- أصيبت سفينة الشحن المملوكة لليونان MV والتي ترفع علم باربادوس بصاروخ بالقرب منميناء عدن، مما أسفر عن مقتل ثلاثة بحارة وإصابة أربعة آخرين. وأعلن الحوثيون مسؤوليتهم عن الهجوم.[329]
- أفادت وزارة الصحة في غزة أن 86 فلسطينيا على الأقل قتلوا في الهجمات الإسرائيلية خلال الـ 24 ساعة الماضية، ليصل عدد القتلى إلى 30717.[330]
- أعلنت إسرائيل عن مقتل جندي من وحدة عوكيتز أثناء القتال في جنوب غزة، ليصل عدد القتلى من الجيش الإسرائيلي هناك إلى 247.[331]
- ذكرت منظمة الصحة العالمية أن 8000 جريح في غزة يحتاجون إلى تلقي العلاج خارج غزة.[332]

### 7 مارس
- ذكرت وزارة الصحة في غزة أن ما لا يقل عن 83 فلسطينيا قتلوا في الهجمات الإسرائيلية خلال الـ 24 ساعة الماضية، ليصل عدد القتلى إلى 30800 [333]
- وافقت هيئة التخطيط الاستيطاني الإسرائيلية على تصاريح لبناء 3500 وحدة سكنية استيطانية جديدة غير قانونية في الضفة الغربية المحتلة.[334]
- استشهد خمسة أشخاص على الأقل في قصف إسرائيلي لمسجد في جباليا.[334]

### 8 مارس
- أفادت وزارة الصحة في غزة أن 78 فلسطينيا على الأقل قتلوا في الهجمات الإسرائيلية خلال الـ 24 ساعة الماضية، ليصل عدد القتلى إلى 30878.[335]
- استشهد خمسة أشخاص في رفح بعد أن سحقتهم طرود المساعدات التي أسقطتها طائرات الاحتلال.[336] وقُتل اثنان في مدينة غزة بسبب عبوات جوية معيبة.[337]
- أطلقت ثلاثة صواريخ من غزة على سديروت.[338]
- أصيب سبعة جنود إسرائيليين بانفجار عبوة ناسفة قرب موقع حومش الاستيطاني في الضفة الغربية.[339]
- قُتل ابن عم وزير المالية الإسرائيلي بتسلئيل سموتريتش وجندي لواء عوز أميشار بن دافيد أثناء القتال في غزة مما رفع عدد القتلى في صفوف الجيش الإسرائيلي هناك إلى 248.[340]
- تم العثور على أب وابنه مقتولين على يد الجيش الإسرائيلي وتركا في الشارع في مدرسة فرحانة في خان يونس.[341]

### 9 مارس
- أفادت وزارة الصحة في غزة أن 82 فلسطينيا على الأقل قتلوا في الهجمات الإسرائيلية خلال الـ 24 ساعة الماضية، ليصل عدد القتلى إلى 30960.[342]
- تقوم القوات الجوية الإسرائيلية بإسقاط كتيبات جوية في جنوب غزة تلقي باللوم على حماس في الأزمة الإنسانية.[343]
- أصابت مجموعة من المستوطنين الفلسطينيين، أحدهما مسن في مسافر يطا وحاولت إحراق منزل في برقة.[344]
- قُتل ما لا يقل عن 20 شخصًا في الهجمات الإسرائيلية على المباني السكنية في وسط وجنوب قطاع غزة، بالإضافة إلى العديد من الجرحى والمفقودين تحت الأنقاض.[344]
- ندلعت مواجهات خلال مداهمات لقوات الاحتلال في مخيم نور شمس قرب طولكرم [344]
- غادرت سفينة الدعم العسكرية الأمريكية USAV General Frank S. Besson Jr من فرجينيا متوجهة إلى الشرق الأوسط، حاملة إمدادات لبناء رصيف مؤقت قبالة ساحل غزة.[345]
- نظمت مسيرة مؤيدة لنتنياهو في تل أبيب حيث دعا المتظاهرون إلى حرق غزة بالكامل.[346]
- قامت منظمة الصحة العالمية بتسليم إمدادات الطوارئ والوقود إلى المستشفى الأهلي، الذي كان يعمل بقدرة 30٪ ويعمل بالطاقة الشمسية.[347]
- صرح رئيس منظمة الصحة العالمية تيدروس أدهانوم غيبريسوس: «أن ما يقرب من 31000 شخص فقدوا أرواحهم، وأصيب أكثر من 72000 آخرين، وآلاف في عداد المفقودين. وحدث 406 هجومًا على مرافق الرعاية الصحية، وحجز 118 كادر صحي، وأن واحد من كل 3 مستشفيات معطل جزئيًا. متى يكفي؟» [348]

### 10 مارس
- ذكرت وزارة الصحة في غزة أن 85 فلسطينيا على الأقل قتلوا في الهجمات الإسرائيلية خلال الـ 24 ساعة الماضية، ليصل عدد القتلى إلى 31045.[349]
- استشهد 15 شخصا بقصف إسرائيلي على مخيم النصيرات ومنطقة المواصي.[350]
- توفي شخصان أحدهما رضيع بسبب سوء التغذية في شمال غزة.[350]
- قُتل ما لا يقل عن 13 فلسطينيًا لجأوا إلى خان يونس جراء القصف الإسرائيلي على خيامهم.[351]
- قُتل خمسة أشخاص في الهجمات على دير البلح، من بينهم عامل إغاثة من مؤسسة خيرية أمريكية.[351]
- قتلت غارة إسرائيلية عائلة مكونة من خمسة أفراد وأصابت تسعة أشخاص آخرين في قرية بجنوب لبنان بالقرب من الحدود.[351]
- قامت مجموعة من المستوطنين الغير شرعيين، بتركيب منزل متنقل على أرض فلسطينية في بلدة سنجل شمالي مدينة رام الله.[351]
- وفي مسافر يطا، استولى الجنود الإسرائيليون على جرار وطردوا المزارعين والرعاة الفلسطينيين من مراعيهم أثناء محاولتهم استعادة الأراضي المحتلة.[351]
- دمر مستوطنون غير شرعيين شواهد القبور في مقبرة باب الرحمة المحاذية للمسجد الأقصى في مدينة القدس.[351]
- اعتدت قوات الاحتلال الإسرائيلي على المصلين المسلمين في مسجد الأسقع، واعتقلت 20 شخصاً.[352]
- نفذ جيش الاحتلال مجزرة في منطقة المواصي بخانيونس، راح ضحيتها عائلة عبد الغفور وحيواناتهم.[353]
- أفادت التقارير أن غارة جوية إسرائيلية ليلاً استهدفت مبنى في مخيم النصيرات للاجئين أدت إلى مقتل خمسة فلسطينيين في محاولة لاغتيال الرجل الثالث في حماس مروان عيسى.[354]
- أفادت مستشفى شهداء الأقصى أنه لا تستطيع قبول مرضى جدد بسبب نقص الإمدادات الطبية، موضحه أنها لم يعد بإمكانها تقديم رعاية جيدة.[355]

### 11 مارس
- ذكرت وزارة الصحة في غزة أن 67 فلسطينيا على الأقل قتلوا في الهجمات الإسرائيلية خلال الـ 24 ساعة الماضية، ليصل عدد القتلى إلى 31112.[356]
- استشهد محمد بركات لاعب منتخب فلسطين لكرة القدم في غارة جوية إسرائيلية في خان يونس [357]
- تم اعتقال ثلاثة فلسطينيين قاموا بتشكيل خلية مرتبطة بكتائب شهداء الأقصى في لكويلة بإيطاليا بتهمة التخطيط لهجمات في دولة غير محددة.[358]
- أدت غارة جوية إسرائيلية على منزل في مدينة غزة إلى مقتل 16 شخصا وإصابة عدة آخرين.[359]
- قصفت القوات الإسرائيلية منزلاً يعود لعائلة عاشور في حي تل الهوى، مما أدى إلى مقتل ما لا يقل عن 10 أشخاص [360]
- منعت قوات الاحتلال الإسرائيلي مئات المصلين من دخول المسجد الأقصى لأداء صلاة الجمعة بمناسبة حلول شهر رمضان.[360]
- قامت منظمة قرى الأطفال إس أو إس الخيرية الغير ربحية بإجلاء 68 طفلاً و11 موظفًا وأفراد أسرهم من رفح إلى الضفة الغربية التي تحتلها إسرائيل.[361]
- قتلت قوات الاحتلال الإسرائيلي بالرصاص شخصين شمال طولكرم واتهمت أحدهما بالتخطيط لتنفيذ عملية.[362]
- أفاد مكتب الأمم المتحدة لتنسيق الشؤون الإنسانية أن مستشفيين هما المستشفى الأهلي ومستشفى الصحابة في مدينة غزة تعرضا للأضرار الهيكلية ونقص الموظفين ونقص الإمدادات.[363]
- ذكرت وزارة الصحة في غزة أن 2000 من طاقمها الطبي في شمال غزة يواجهون المجاعة بسبب المجاعة.[364]
- أبلغ مرضى السكري عن صعوبة العثور على علاج غسيل الكلى وتلقيه بسبب نقص الإمدادات والموظفين.[365]

### 12 مارس
- أفادت وزارة الصحة في غزة أن 72 فلسطينيا على الأقل قتلوا في الهجمات الإسرائيلية خلال الـ 24 ساعة الماضية، ليصل عدد القتلى إلى 31184.[366]
- هاجمت قوات الاحتلال الإسرائيلي فلسطينيين كانوا ينتظرون شاحنات المساعدات عند دوار الكويت جنوب مدينة غزة، مما أدى إلى مقتل سبعة أشخاص.[362]
- أطلق الحوثيون صاروخين باليستيين مضادين للسفن على السفينة بينوكيو المملوكة لسنغافورة والتي ترفع العلم الليبيري.[362]
- قتلت قوات الدفاع الإسرائيلية رجلين فلسطينيين بالرصاص بالقرب من عتيل شمالي طولكرم.[362]

### 13 مارس
- أفادت وزارة الصحة في غزة أن 88 فلسطينيا على الأقل قتلوا في الهجمات الإسرائيلية خلال الـ 24 ساعة الماضية، ليصل عدد القتلى إلى 31272.[367]
- أدى هجوم إسرائيلي على مركز توزيع المساعدات التابع للأمم المتحدة في رفح إلى مقتل خمسة أشخاص، من بينهم أحد موظفي الأمم المتحدة، وإصابة 22 آخرين.[368][369]
- قتلت القوات الإسرائيلية ثلاثة أشخاص في حوادث منفصلة في الضفة الغربية، من بينهم فلسطيني يشتبه في قيامه بتنفيذ هجوم طعن عند حاجز عسكري أدى إلى إصابة جنديين.[370]
- قُتل فتى فلسطيني يبلغ من العمر 13 عامًا برصاص القوات الإسرائيلية في القدس الشرقية.[371]
- شن الجيش الإسرائيلي هجمات جوية في مختلف أنحاء قطاع غزة، مما أدى إلى مقتل وجرح العشرات من بينهم عشرة أشخاص في دير البلح.[372]
- قال حزب الله إن اثنين من مقاتليه قتلا في غارات جوية إسرائيلية في وادي البقاع.[372]
- اقتحمت القوات الإسرائيلية مستشفى الشهيد د. خليل سليمان الحكومي، وأطلقت النار وقتلت رجلاً فلسطينياً وأصابت خمسة آخرين.[372]
- أدت غارة إسرائيلية بطائرة بدون طيار في جنوب غرب لبنان إلى مقتل عضو في حركة حماس وشخص آخر.[373]

### 14 مارس
- ذكرت وزارة الصحة في غزة أن 69 فلسطينيا على الأقل قتلوا في الهجمات الإسرائيلية خلال الـ 24 ساعة الماضية، ليصل عدد القتلى إلى 31341.[374]
- أسفر الهجوم الإسرائيلي على طالبي الإغاثة في مدينة غزة عن مقتل عشرين شخصًا وإصابة 155 آخرين، وفقًا لوزارة الصحة في غزة.[375]
- اعتقال أمين سر حركة فتح وشخص آخر خلال مداهمة إسرائيلية فيأبو ديس.[376]
- فرضت الولايات المتحدة عقوبات على موقعين استيطانيين إسرائيليين في الضفة الغربية وثلاثة مستوطنين إسرائيليين.[377]
- قُتل جندي صف في جيش الإسرائيلي وأصيب ثلاثة آخرون خلال عملية طعن في محطة وقود في بيت كاما. وقتل المهاجم برصاص القتيل.[378]
- وفي غزة، أطلق الجيش الإسرائيلي النار على دراجة ظن خطأً أنها تحمل قذيفة صاروخية الدفع، مما أدى إلى مقتل فلسطينيين اثنين.[379]

### 15 مارس
- أفادت وزارة الصحة في غزة أن 149 فلسطينيا على الأقل قتلوا في الهجمات الإسرائيلية خلال الـ 24 ساعة الماضية، ليصل عدد القتلى إلى 31490.[380]
- وصلت سفينة المساعدات الخاصة أوبن آرمز قبالة سواحل غزة وعلى متنها 200 طن من المواد الغذائية بعد مغادرتها قبرص.[381][382]
- كشفت حماس عن اقتراح جديد يهدف إلى إنهاء الحرب.[383]
- أدت الغارات الإسرائيلية إلى مقتل 29 شخصا على الأقل كانوا ينتظرون المساعدات خلال هجومين على غزة.[384]
- نفذ مستوطنون إسرائيليون غير شرعيين هجمات في الضفة الغربية المحتلة، حيث أشعلوا النار في سيارة وداهموا مدرسة.[385]

### 16 مارس
- أفادت وزارة الصحة في غزة أن 63 فلسطينيا على الأقل قتلوا في الهجمات الإسرائيلية خلال الـ 24 ساعة الماضية، ليصل عدد القتلى إلى 31553.[386]
- قُتل ما لا يقل عن 36 فلسطينيًا في غارة جوية إسرائيلية ليلاً على مبنى سكني في مخيم النصيرات.[387][388]
- اعتدى مستوطنون إسرائيليون على مزارعين ورعاة فلسطينيين في مسافر يطا، ومنعوا الوصول إلى حقولهم. وأصيب فتى فلسطيني يبلغ من العمر 14 عاما في الهجوم.[389]
- أطلق جنود إسرائيليون النار على رجل فلسطيني وقتلوه، قيل إنه ينتمي إلى حركة حماس، بعد أن فتح النار على مستوطنة إسرائيلية في الخليل.[390]
- وقال رئيس الاتحاد الدولي لجمعيات الصليب الأحمر والهلال الأحمر: «إن وضع الرعاية الصحية على حافة الانهيار والمستشفيات تواجه ظروفاً يائسة».[391]

### 17 مارس
- أفادت وزارة الصحة في غزة أن 92 فلسطينيا على الأقل قتلوا في الهجمات الإسرائيلية خلال الـ 24 ساعة الماضية، ليصل عدد القتلى إلى 31645.[392]
- استشهد ما لا يقل عن 12 شخصاً وأصيب آخرون خلال هجمات إسرائيلية في دير البلح.[393]

### 18 مارس
- أفادت وزارة الصحة في غزة أن 81 فلسطينيا على الأقل قتلوا في الهجمات الإسرائيلية خلال الـ 24 ساعة الماضية، ليصل عدد القتلى إلى 31726.[394]
- شن الجيش الإسرائيلي غارة ليلية على مستشفى الشفاء، قائلًا إن كبار قادة حماس أعادوا تجميع صفوفهم داخل المستشفى وكانوا يستخدمونه لشن هجمات.[395] وبحسب الجيش الإسرائيلي، قُتل جندي إسرائيلي، بينما قُتل 20 مسلحًا فلسطينيًا، من بينهم الناشط البارز في حماس فائق المبحوح، وتم اعتقال العشرات خلال اشتباكات داخل منطقة المستشفى.[396][397]
- أعلنت إسرائيل أن جنديًا من لواء ناحال قُتل أثناء القتال في شمال قطاع غزة، مما رفع عدد القتلى من الجيش الإسرائيلي هناك إلى 250.[398]
- قالت المقاومة الإسلامية في العراق إنها شنت هجوما بطائرات مسيرة على قاعدة جوية إسرائيلية في هضبة الجولان المحتلة.[399]
- قصف الجيش الإسرائيلي منزلاً في جباليا مما أدى إلى مقتل ثمانية فلسطينيين على الأقل من بينهم أطفال.[400]
- أسفرت الغارات الجوية الإسرائيلية في رفح عن مقتل خمسة من كبار نشطاء حماس.[401]
- شنت إسرائيل غارة على مجمع الشفاء.[402]

### 19 مارس
- ذكرت وزارة الصحة في غزة أن 93 فلسطينيا على الأقل قتلوا في الهجمات الإسرائيلية خلال الـ 24 ساعة الماضية، ليصل عدد القتلى إلى 31819.[403]
- أعلنت إسرائيل أن جنديًا من اللواء 401 قُتل أثناء القتال في شمال غزة، مما رفع عدد القتلى من الجيش الإسرائيلي هناك إلى 251.[404]
- قالت وزارة الصحة في غزة، إن 20 فلسطينيا استشهدوا في غارات جوية إسرائيلية على رفح ووسط غزة [405]
- قُتل ستة أشخاص على الأقل في هجوم إسرائيلي على منزل في مخيم النصيرات للاجئين.[400]

### 20 مارس
- ذكرت وزارة الصحة في غزة أن 104 فلسطينيين على الأقل قتلوا في الهجمات الإسرائيلية خلال الـ 24 ساعة الماضية، ليصل عدد القتلى إلى 31923.[406]
- أكد الجيش الإسرائيلي أن صاروخاً حوثياً دخل المجال الجوي الإسرائيلي للمرة الأولى وسقط بالقرب من إيلات.[407]
- قال الجيش الإسرائيلي إنه قتل 90 مسلحا واعتقل 160 بينما واصل عملياته في مجمع الشفاء.[408][409]
- أدت غارة جوية إسرائيلية على سيارة في جنين إلى مقتل ثلاثة فلسطينيين وإصابة آخر. وزعمت إسرائيل في وقت لاحق أنهم كانوا مسلحين يخططون لقيادة هجوم.[410][411]
- اعتصمت مجموعة صغيرة من المتظاهرين الإسرائيليين أمام مكتب الأونروا في القدس الشرقية المحتلة مطالبين بحلها.[412]
- استشهد شابان فلسطينيان في غارة جوية إسرائيلية بطائرة بدون طيار على مخيم نور شمس للاجئين.[412]
- الشاباك وشرطة حرس الحدود الإسرائيلية يعتقلان 34 مطلوبا في أنحاء الضفة الغربية.[413]

### 21 مارس
- ذكرت وزارة الصحة في غزة أن 65 فلسطينيا على الأقل قتلوا في الهجمات الإسرائيلية خلال الـ 24 ساعة الماضية، ليصل عدد القتلى إلى 31988.[414]
- قدمت الولايات المتحدة مشروع قرار إلى مجلس الأمن يدعو إلى وقف فوري لإطلاق النار وإطلاق سراح الرهائن الإسرائيليين.[415]
- أعلن الجيش الإسرائيلي عن مقتل 50 مسلحاً في مجمع الشفاء، مما يرفع العدد الإجمالي لمقاتلي حماس الذين قُتلوا في المجمع إلى 140.[415]
- قُتل فلسطيني اعتنق اليهودية برصاص جنود إسرائيليين في اليعازر. وأمر الجيش الإسرائيلي بإجراء تحقيق جنائي ردا على عملية القتل.[416] قتلت القوات الإسرائيلية عشرة أشخاص خلال حوادث منفصلة في الضفة الغربية.[417]
- وقالت المقاومة الإسلامية في العراق إنها استهدفت محطة كهرباء في تل أبيب بطائرة مسيرة.[418]

### 22 مارس
- أفادت وزارة الصحة في غزة أن 82 فلسطينيا على الأقل قتلوا في الهجمات الإسرائيلية خلال الـ 24 ساعة الماضية، ليصل عدد القتلى إلى 32070.[419]
- أصيب سبعة أشخاص خلال اشتباكات مع مسلح فلسطيني بالقرب من دولف، وقتل المسلح في غارة جوية إسرائيلية.[420]
- أدت غارة جوية إسرائيلية على مبنى سكني شمال غرب مدينة غزة إلى مقتل عشرة أشخاص.[421] كما قُتل أربعة أشخاص في غارات جوية إسرائيلية في خان يونس.[422]
- أدت الغارات الجوية على منازل سكنية في حي النصر شمال مدينة غزة إلى مقتل ثمانية أشخاص على الأقل.[423]
- قُتل فلسطيني وأصيب ما لا يقل عن سبعة جنود إسرائيليين خلال القتال الذي دار بالقرب من دير بزيه غربي رام الله.[424]
- أعلن وزير المالية الإسرائيلي اليميني المتطرف بتسلئيل سموتريش أن إسرائيل صادرت 800 هكتار (1977 فدانًا) من الضفة الغربية المحتلة باعتبارها أراضي دولة.[423]
- استخدمت روسيا والصين حق النقض ضد القرار الذي رعته الولايات المتحدة في مجلس الأمن التابع للأمم المتحدة؛ كما صوتت الجزائر ضد القرار وامتنعت غيانا عن التصويت.[425] وقد تعرضت المسودة للانتقاد لأنها لم تدعو صراحة إلى وقف إطلاق النار، ولأنها أشارت ضمنا إلى أن أي وقف لإطلاق النار مشروط بالإفراج المسبق عن الرهائن.[425][426]

### 23 مارس
- أفادت وزارة الصحة في غزة أن 72 فلسطينيا على الأقل قتلوا في الهجمات الإسرائيلية خلال الـ 24 ساعة الماضية، ليصل عدد القتلى إلى 32142.
- توفي ما لا يقل عن ثلاثة مرضى في مجمع الشفاء بسبب نقص الإمدادات الطبية.[423] وقالت حماس والجهاد الإسلامي في فلسطين إن مقاتليهما اشتبكوا مع القوات الإسرائيلية حول المجمع، في حين قامت إسرائيل بتحديث عدد القتلى من المسلحين الفلسطينيين في المستشفى إلى 170.
- استشهد ما لا يقل عن 10 أشخاص جراء قصف مدفعي استهدف منزل عائلة شمال غرب مدينة غزة. كما استشهد ثلاثة أشخاص بقصف صاروخي مستهدف حي الزنة بخانيونس.[423]
- قالت حماس إن رهينة إسرائيليا توفي بسبب نقص الدواء وسوء التغذية.
- زعمت وزارة الصحة في غزة أن 19 فلسطينيا قتلوا وأصيب 23 آخرون بعد أن فتحت القوات الإسرائيلية النار على حشد من الناس كانوا ينتظرون شاحنات المساعدات في حي الزيتون.
- أصاب صاروخ باليستي حوثي ناقلة نفط مملوكة للصين بالقرب من اليمن.[427]

### 24 مارس
- أفادت وزارة الصحة في غزة أن 84 فلسطينيا على الأقل قتلوا في الهجمات الإسرائيلية خلال الـ 24 ساعة الماضية، ليصل عدد القتلى إلى 32226.[428]
- أعلنت إسرائيل عن مقتل جندي من لواء ناحال أثناء القتال في غزة، ليصل عدد قتلى الجيش الإسرائيلي هناك إلى 252.[429]
- قال الهلال الأحمر الفلسطيني إن أحد موظفيه استشهد بعد أن حاصرت الدبابات الإسرائيلية المنطقة المحيطة بمستشفيي الأمل وناصر.[427]
- أصيب ثلاثة أشخاص في غارات جوية إسرائيلية على بعلبك.[427]
- أدت الغارات الجوية الإسرائيلية على رفح ودير البلح إلى مقتل ما لا يقل عن 14 فلسطينيا.[427]

### 25 مارس
- ذكرت وزارة الصحة في غزة أن 107 فلسطينيين على الأقل قتلوا في الهجمات الإسرائيلية خلال الـ 24 ساعة الماضية، ليصل عدد القتلى إلى 32333.[430]
- تمت الموافقة على قرار برعاية الجزائر في مجلس الأمن الدولي يدعو إلى وقف إطلاق النار في غزة، بتأييد 14 عضوا وامتناع الولايات المتحدة عن التصويت.[431]
- اعتدى مستوطنون غير شرعيين على عدد من الفلسطينيين وهاجموا منازل ومركبات في بيت أمر شمالي الخليل.[432]
- قام سلاح الجو الملكي البريطاني بإسقاط أكثر من 10 أطنان مترية من الإمدادات الغذائية على قطاع غزة للمرة الأولى منذ بدء الحرب.[432]
- حاصرت القوات الإسرائيلية ثلاثة مستشفيات، وهي: مجمع الشفاء، ومستشفى الأمل، ومستشفيات ناصر.[433]

### 26 مارس
- قُتل ما لا يقل عن 15 شخصًا، من بينهم 14 من أعضاء الحرس الثوري الإيراني في غارات جوية إسرائيلية على حامية عسكرية وأهداف أخرى في دير الزور بسوريا.[434]
- أفادت وزارة الصحة في غزة أن 81 فلسطينيا على الأقل قتلوا في الهجمات الإسرائيلية خلال الـ 24 ساعة الماضية، ليصل عدد القتلى إلى 32414.[435]
- قصفت القوات الجوية الإسرائيلية منزلاً في رفح، مما أسفر عن مقتل ما لا يقل عن 15 شخصًا.[432]
- تظاهر مئات الفلسطينيين في مخيم نور شمس للاجئين احتجاجا على الحرب على غزة وتوغلات الجيش الإسرائيلي في الضفة الغربية.[432]
- غرق شاب فلسطيني أثناء محاولته جمع المساعدات التي سقطت في البحر قبالة سواحل شمال غزة.[436]

### 27 مارس
- أفادت وزارة الصحة في غزة أن 76 فلسطينيا على الأقل قتلوا في الهجمات الإسرائيلية خلال الـ 24 ساعة الماضية، ليصل عدد القتلى إلى 32490.[437]
- قال حزب الله أنه أطلق عشرات الصواريخ على كريات شمونة ردا على القصف الإسرائيلي على الهبارية الذي أدى إلى مقتل سبعة أشخاص[438]
- قُتل فلسطينيان وأصيب تسعة أشخاص في غارة إسرائيلية بطائرة بدون طيار على مخيم جنين للاجئين، كما قتلت القوات الإسرائيلية بالرصاص شابًا يبلغ من العمر 19 عامًا خلال غارة على جنين.[439]
- أسقطت طائرات سلاح الجو الإسباني أطنانا من المساعدات على قطاع غزة. ودعت وزارة الخارجية الاسبانية في وقت لاحق اسرائيل الى فتح المعابر الحدودية البرية لمنع حدوث مجاعة.[440]

### 28 مارس
- ذكرت وزارة الصحة في غزة أن 62 فلسطينيا على الأقل قتلوا في الهجمات الإسرائيلية خلال الـ 24 ساعة الماضية، ليصل عدد القتلى إلى 32552.[441]
- تم الإبلاغ عن إطلاق نار في مستشفى ناصر، ووقعت اشتباكات حول مستشفى الشفاء، حيث قامت إسرائيل بتحديث عدد القتلى من المسلحين الفلسطينيين إلى حوالي 200.[442]
- قتل ثمانية فلسطينيين خلال غارة جوية إسرائيلية على منزل في مخيم المغازي للاجئين.[443]
- أطلق الجنود الإسرائيليون النار على رجلين فلسطينيين كانا يسيران على طول ساحل غزة، مما أدى إلى مقتلهما ثم دفنتهما جرافة إسرائيلية.[440]

### 29 مارس
- أفادت وزارة الصحة في غزة أن 71 فلسطينيا على الأقل قتلوا في الهجمات الإسرائيلية خلال الـ 24 ساعة الماضية، ليصل عدد القتلى إلى 32623.[444]
- قُتل ما لا يقل عن 52 شخصًا، من بينهم 38 جنديًا من الجيش العربي السوري، وسبعة من مقاتلي حزب الله وسبعة من رجال الميليشيات الموالية للأسد، في غارة جوية إسرائيلية على مستودع أسلحة لحزب الله في منطقة جبرين بحلب.[445]
- منعت إسرائيل المسيحيين الفلسطينيين من دخول البلدة القديمة بالقدس خلال عيد الفصح.[446]
- قُتل جندي إسرائيلي من وحدة كوماندوز إيجوز وأصيب 16 آخرون عندما أطلق أحد مسلحي حماس قذيفة آر بي جي على المبنى الذي كانوا فيه بالقرب من مستشفى ناصر، مما رفع عدد القتلى في صفوف الجيش الإسرائيلي إلى 254.[447]
- استهدفت غارات جوية إسرائيلية مسجد سعد بن أبي وقاص في مخيم جباليا للاجئين مما أدى إلى إصابة فلسطينيين اثنين.[443]

### 30 مارس
- ذكرت وزارة الصحة في غزة أن 82 فلسطينيا على الأقل قتلوا في الهجمات الإسرائيلية خلال الـ 24 ساعة الماضية، ليصل عدد القتلى إلى 32705.[448]
- سمحت الولايات المتحدة بنقل أسلحة وطائرات حربية بقيمة 2.5 مليار دولار إلى إسرائيل.[449]
- وفي قباطية جنوبي جنين، قتلت القوات الإسرائيلية فتى فلسطينيا يبلغ من العمر 13 عاما، وأصابت عدة شبان آخرين خلال مداهمة.[450]
- أدت غارة جوية إسرائيلية على مركز رياضي في مدينة غزة إلى مقتل 15 فلسطينيا. وأدت غارة جوية أخرى على مركز للشرطة في الشجاعية إلى مقتل 17 فلسطينيا على الأقل.[450]

### 31 مارس
- أفادت وزارة الصحة في غزة أن 77 فلسطينيا على الأقل قتلوا في الهجمات الإسرائيلية خلال الـ 24 ساعة الماضية، ليصل عدد القتلى إلى 32782.[451]
- زعمت المقاومة الإسلامية في العراق أنها شنت غارة بطائرة بدون طيار على عيلبون.[452]
- أصيب أربعة فلسطينيين على الأقل، في هجوم شنته قوات الاحتلال الإسرائيلي على بلدة الرشايدة شمالي مدينة أريحا.[453]
- قُتل ما لا يقل عن أربعة أشخاص وأصيب 18 آخرون خلال غارة جوية إسرائيلية على ساحة مستشفى شهداء الأقصى.[453][454]

## أبريل

### 1 أبريل
- أعلنت إسرائيل أن جنديًا من اللواء المدرع السابع قُتل أثناء القتال في جنوبي غزة مما رفع عدد القتلى من الجيش الإسرائيلي هناك إلى 256.[455]
- انسحب الجيش الإسرائيلي من مجمع الشفاء.[456] وقالت منظمة الصحة العالمية إن 21 مريضا توفوا خلال العملية.[457]
- ذكرت وزارة الصحة في غزة أن 63 فلسطينيا على الأقل قتلوا في الهجمات الإسرائيلية خلال الـ 24 ساعة الماضية، ليصل عدد القتلى إلى 32845.[458]
- ضربت طائرة بدون طيار من العراق مهبط طائرات في قاعدة إيلات البحرية، مما تسبب في أضرار طفيفة.[459]
- تعرضت السفارة الإيرانية في دمشق بسوريا لقصف صاروخي، مما أسفر عن مقتل سبعة أشخاص على الأقل، من بينهم العميد في الحرس الثوري الإيراني الجنرال محمد رضا زاهدي . واتهم مسؤولون سوريون وإيرانيون إسرائيل بالمسؤولية عن الهجوم.[460][461]
- وقد وافق المسؤولون الإسرائيليون على الاعتراف بمخاوف الولايات المتحدة بشأن الهجوم المخطط له على رفح.[462]
- أدت غارة إسرائيلية على سيارة في دير البلح إلى مقتل أربعة من عمال الإغاثة في المطبخ المركزي العالمي من أستراليا وبريطانيا وأيرلندا وبولندا بالإضافة إلى سائقهم الفلسطيني.[463][464]
- قام طيار مروحية إسرائيلية بالضغط على الزر الخطأ عن طريق الخطأ وأطلق النار باتجاه الجنود الإسرائيليين داخل قطاع غزة، وكاد يصيبهم.[465]

### 2 أبريل
- ذكرت وزارة الصحة في غزة أن 71 فلسطينيا على الأقل قتلوا في الهجمات الإسرائيلية خلال الـ 24 ساعة الماضية، ليصل عدد القتلى إلى 32916.[466]

### 3 أبريل
- ذكرت وزارة الصحة في غزة أن 59 فلسطينيا على الأقل قتلوا في الهجمات الإسرائيلية خلال الـ 24 ساعة الماضية، ليصل عدد القتلى إلى 32975.[467]
- أصيب أربعة جنود إسرائيليين، في حادث دهس غرب قلقيلية.[468]

### 4 أبريل
- ذكرت وزارة الصحة في غزة أن 62 فلسطينيا على الأقل قتلوا في الهجمات الإسرائيلية خلال الـ 24 ساعة الماضية، ليصل عدد القتلى إلى 33037.[469]
- قتل جنود الاحتلال بالرصاص شابا فلسطينيا يبلغ من العمر 28 عاما خلال مداهمة منزل في يعبد بالضفة الغربية.[470]
- أعلن الشاباك عن اعتقال سبعة عرب إسرائيليين وأربعة فلسطينيين، من بينهم واحد على الأقل على اتصال بحماس، خططوا لتنفيذ موجة من الهجمات ضد قواعد الجيش الإسرائيلي، والمجمعات الحكومية، ومواقع حساسة أخرى في إسرائيل والضفة الغربية. بما في ذلك اغتيال وزير الأمن القومي الإسرائيلي إيتمار بن غفير.[471]
- قتل ما لا يقل عن ثمانية فلسطينيين جراء القصف الإسرائيلي على منازل في رفح. قُتل شخصان وأصيب 15 آخرون في غارة جوية إسرائيلية على مخيم المغازي للاجئين.[472]
- منعت قوات الاحتلال سيارات الإسعاف من الوصول إلى مواطنين أصيبا بالرصاص الحي خلال اقتحام قوات الاحتلال بلدة كفر راعي جنوب غرب جنين.[473]

### 5 أبربل
- استشهد شاب فلسطيني يبلغ من العمر 31 عاما برصاص قناص إسرائيلي خلال مداهمة في نور شمس بالضفة الغربية. وتم اعتقال رجلين فلسطينيين آخرين.[474]
- وأفادت وزارة الصحة في غزة أن 54 فلسطينيا على الأقل قتلوا في الهجمات الإسرائيلية خلال الـ 24 ساعة الماضية، ليصل عدد القتلى إلى 33091.[475]
- ووافقت إسرائيل على فتح معبر إيريز وميناء أشدود للسماح بدخول كمية متزايدة من المساعدات الإنسانية إلى غزة.[476]
- أطلق جندي إسرائيلي النار على رجل فلسطيني وقتله أثناء محاولته جمع المساعدات في شمال غزة.[477]
- قام الجيش الإسرائيلي بطرد ضابطين بسبب الغارات على قافلة المطبخ المركزي العالمي في 1 أبريل.[478]

### 6 أبريل
- أفادت وزارة الصحة في غزة أن 46 فلسطينيا على الأقل قتلوا في الهجمات الإسرائيلية خلال الـ 24 ساعة الماضية، ليصل عدد القتلى إلى 33137.[479]
- أدت غارة جوية إسرائيلية على منزل في جنوب لبنان إلى مقتل ثلاثة من أعضاء حركة أمل.[480]
- خلص تحقيق إسرائيلي إلى أن إحدى الرهائن الإسرائيليات قُتلت على الأرجح عندما أطلقت مروحية إسرائيلية النار على سيارة خاطفيها.[480]

### 7 أبريل
- أعلنت إسرائيل أن أربعة جنود من وحدة إيجوز قتلوا على يد حماس في كمين نفق في جنوبي غزة في اليوم السابق، مما رفع عدد القتلى في الجيش الإسرائيلي إلى 260.[481]
- أفادت وزارة الصحة في غزة أن 38 فلسطينيا على الأقل قتلوا في الهجمات الإسرائيلية خلال الـ 24 ساعة الماضية، ليصل عدد القتلى إلى 33175.[482]
- انسحبت قوات الاحتلال من الأحياء الغربية لمدينة خان يونس، وبقيت لواء ناحال اللواء الإسرائيلي الوحيد المتمركز في قطاع غزة.[483]
- استشهاد شاب فلسطيني بعد إصابته برصاصة في الرأس برصاص قوات الاحتلال الإسرائيلي خلال مداهمة في رام الله.[484]
- أطلقت خمسة صواريخ من خان يونس على بلدات في جنوب إسرائيل.[485]
- أعلن جيش الاحتلال الإسرائيلي، أنه كشف ودمر نفقا بطول 900 متر في حي الأمل بخانيونس.[486]
- أصيب شخصان خلال عملية إطلاق نار في الضفة الغربية.[487]
- اعتقلت القوات الإسرائيلية ما لا يقل عن 23 فلسطينيًا خلال مداهمات في محافظة الخليل.[488]

### 8 أبريل
- قُتل ثلاثة أشخاص، بينهم مقاتل في وحدة الرضوان التابعة لحزب الله، في غارة جوية إسرائيلية على قرية السلطانيه في جنوب لبنان.[489]
- أطلقت قوات الاحتلال الإسرائيلي النار على امرأة فلسطينية وقتلتها على حاجز تفتيش في الضفة الغربية المحتلة، بعد أن حاولت طعن جنود إسرائيليين.[490]
- أفادت وزارة الصحة في غزة أن 32 فلسطينيا على الأقل قتلوا في الهجمات الإسرائيلية خلال الـ 24 ساعة الماضية، ليصل عدد القتلى إلى 33207.[491]
- وفي أعقاب الانسحاب الإسرائيلي، انتشل المسعفون الفلسطينيون ما لا يقل عن 84 جثة لفلسطينيين من تحت أنقاض المباني المدمرة في خان يونس.[492]

### 9 أبريل
- أفادت وزارة الصحة في غزة أن 153 فلسطينيا على الأقل قتلوا في الهجمات الإسرائيلية خلال الـ 24 ساعة الماضية، ليصل عدد القتلى إلى 33360.[493]
- فرضت تركيا قيودا على تصدير 54 منتجا من إسرائيل، وقالت إنها ستستمر حتى يتم التوصل إلى وقف لإطلاق النار.[494]
- قالت إسرائيل إنها قتلت رئيس لجنة الطوارئ الحكومية التابعة لحماس حاتم الأمعري أثناء تواجده في مخيم للاجئين.[495]
- اعترض نظام INS Magen طائرة بدون طيار دخلت المجال الجوي الإسرائيلي بالقرب من إيلات.[496]
- أدت غارة جوية إسرائيلية على مخيم النصيرات إلى مقتل 14 فلسطينيا، من بينهم أربعة أطفال.[497]

### 10 أبريل
- أفادت وزارة الصحة في غزة أن 122 فلسطينيا على الأقل قتلوا في الهجمات الإسرائيلية خلال الـ 24 ساعة الماضية، ليصل عدد القتلى إلى 33482.[498]
- قُتل ثلاثة أبناء وأربعة أحفاد لزعيم حماس إسماعيل هنية في غارة جوية إسرائيلية بالقرب من مخيم الشاطئ للاجئين.[499]
- صرح وزير الخارجية الأيرلندي ميشيل مارتن لوسائل الإعلام المحلية أن أيرلندا ستتحرك للاعتراف بالدولة الفلسطينية في الأسبوعين المقبلين.[497]

### 11 أبريل
- أفادت وزارة الصحة في غزة أن 63 فلسطينيا على الأقل قتلوا في الهجمات الإسرائيلية خلال الـ 24 ساعة الماضية، ليصل عدد القتلى إلى 33545.[500]
- أدت الغارات الجوية الإسرائيلية على جباليا إلى مقتل اثنين من كبار أعضاء حماس.[501]
- استشهد شاب فلسطيني وأصيب اثنان آخران خلال غارات إسرائيلية في الضفة الغربية.[502]
- أعلنت «كتائب المجاهدين» في عملية مشتركة مع كتائب القسام استهداف حشود من قوات الاحتلال الإسرائيلي بقذائف الهاون جنوب غربي مدينة غزة.[503]

### 12 أبريل
- ذكرت وزارة الصحة في غزة أن 89 فلسطينيا على الأقل قتلوا في الهجمات الإسرائيلية خلال الـ 24 ساعة الماضية، ليصل عدد القتلى إلى 33634.[504]
- استشهد ما لا يقل عن 29 فلسطينيا في غارة جوية إسرائيلية على مبنى في حي الدرج بمدينة غزة.[505]
- وقتلت القوات الإسرائيلية بالرصاص رجلين فلسطينيين خلال مداهمة في طوباس ومخيم فرح للاجئين بالضفة الغربية، كما توفي في السجون الإسرائيلية نجل عضو في حماس.[506][507]
- أصدرت أستراليا وكندا وفرنسا والهند وبولندا وروسيا تحذيرات لمواطنيها تنصحهم بعدم السفر إلى إسرائيل والأراضي الفلسطينية وبعض دول الشرق الأوسط.[508][509][510] وأعلنت الولايات المتحدة أيضًا قيودًا على سفر دبلوماسييها إلى إسرائيل.[511]
- فرض الاتحاد الأوروبي عقوبات على الأجنحة المسلحة لحماس والجهاد الإسلامي في فلسطين بسبب العنف الجنسي والعنف القائم على النوع الاجتماعي خلال 7 أكتوبر.[512]
- اقتحم مئات من المستوطنين الإسرائيليين المسلحين قرية المغير في رام الله مما أسفر عن مقتل رجل فلسطيني وإصابة ما لا يقل عن 25 آخرين، بالإضافة إلى إشعال النيران في المنازل. وقع الهجوم بينما كانت القوات الإسرائيلية تبحث عن صبي مفقود يبلغ من العمر 14 عامًا شوهد لآخر مرة على بعد حوالي 2 كيلومتر (1.2 ميل) من القرية.[513][514]
- قوات الاحتلال تستهدف مئذنة مسجد القسام في مخيم النصيرات أثناء رفع الأذان.[515]
- أعلنت كتائب المجاهدين بالاشتراك مع كتائب الشهيد جهاد جبريل قصف مجاهدوها قوات الاحتلال الإسرائيلي المتوغلة شمال مخيم النصيرات بوابلٍ من قذائف الهاون عيار 80 وتحقيقِ إصابات مباشرة.[516]

### 13 أبريل
- أفادت وزارة الصحة في غزة أن 52 فلسطينيا على الأقل قتلوا في الهجمات الإسرائيلية خلال الـ 24 ساعة الماضية، ليصل عدد القتلى إلى 33686.[517]
- استولت البحرية التابعة للحرس الثوري الإيراني على سفينة MSC Aries التي ترفع العلم البرتغالي والمرتبطة بإسرائيل قبالة سواحل الإمارات العربية المتحدة،[518][519] بدعوى أنها انتهكت القوانين البحرية.[520]
- وعثر الجيش الإسرائيلي على جثة المراهق الذي أثار اختفائه الهجوم في المغير، والذي قال إنه توفي في هجوم إرهابي.[521]
- أدى هجوم إسرائيلي على منطقة الزرقاء في مدينة غزة إلى مقتل خمسة أشخاص وإصابة أكثر من 30 آخرين.
- أعلنت إسرائيل عن قيود تحظر الأنشطة التعليمية والتجمعات لما يصل إلى 1000 شخص بسبب التهديدات بهجوم إيراني.[522]
- أطلقت إيران عشرات الطائرات بدون طيار محملة بالمتفجرات باتجاه إسرائيل.[523]

### 14 أبريل
- أفادت وزارة الصحة في غزة أن 43 فلسطينيا على الأقل قتلوا في الهجمات الإسرائيلية خلال الـ 24 ساعة الماضية، ليصل عدد القتلى إلى 33729.[524]
- تم تأجيل خطة إسرائيل لبدء خطواتها الأولى في هجوم بري في رفح خلال الأسبوع للنظر في ردها على الضربات الإيرانية على إسرائيل.[525]
- شنت طائرات الاحتلال الإسرائيلي غارة جوية قرب المستشفى الأوروبي جنوبي خان يونس، ما أدى إلى إصابة خمسة أشخاص.[526]
- اقتلاع مستوطنون غير شرعيين 30 شجرة زيتون وبعض أشجار اللوز في قراوة بني حسن غربي سلفيت.[526]
- هاجمت كتائب شهداء الأقصى نقطة تفتيش تابعة لجيش الإسرائيلي، ومستوطنة إسرائيلية غير قانونية بالقرب من طولكرم، وبلدة إسرائيلية على حدود الضفة الغربية ردًا على عنف المستوطنين في الضفة الغربية.[527]

### 15 أبريل
- ذكرت وزارة الصحة في غزة أن 68 فلسطينيا على الأقل قتلوا في الهجمات الإسرائيلية خلال الـ 24 ساعة الماضية، ليصل عدد القتلى الفلسطينيين إلى 33797.[528]
- استشهد شاب فلسطيني برصاص قوات الاحتلال الإسرائيلي في نابلس.[529]
- أطلقت القوات الإسرائيلية النار على فتاة صغيرة في وجهها فأردتها قتيلة أثناء محاولة بعض المدنيين الفلسطينيين النازحين العودة إلى شمال غزة.[530]
- اكتشفت وزارة الصحة في غزة والدفاع المدني الفلسطيني مقبرتين جماعيتين، إحداهما في مستشفى الشفاء والأخرى في بيت لاهيا.[531]
- أصابت غارة جوية إسرائيلية منزلا غرب رفح، مما أدى إلى مقتل أربعة أشخاص بينهم طفل.[531]
- حاصرت مركبات تابعة لجيش الإسرائيلي مدرسة لجأ إليها المدنيون في بيت حانون.[531]

### 16 أبريل
- أفادت وزارة الصحة في غزة أن 46 فلسطينيا على الأقل قتلوا في الهجمات الإسرائيلية خلال الـ 24 ساعة الماضية، ليصل عدد القتلى الفلسطينيين إلى 33843.[532]
- أدى هجوم إسرائيلي في مدينة غزة إلى مقتل سبعة من مسؤولي إنفاذ القانون الفلسطينيين واثنين من المارة.[533]
- أدت الهجمات الإسرائيلية على المنازل في رفح والمغازي ومدينة غزة إلى مقتل أكثر من 20 شخصاً.[533]
- تعرضت جرافة تابعة للجيش الإسرائيلي لانفجار كبير في طوباس.[533]
- فجر مقاتلو حركة المجاهدين الفلسطينية عبوة ناسفة استهدفت قوات الاحتلال الإسرائيلي في مخيم العسكر للاجئين في الضفة الغربية.[534]

### 17 أبريل
- ذكرت وزارة الصحة في غزة أن 56 فلسطينيا على الأقل قتلوا في الهجمات الإسرائيلية خلال الـ 24 ساعة الماضية، ليصل عدد القتلى الفلسطينيين إلى 33899.[535]
- أصابت الغارات الجوية الإسرائيلية ملعباً وسوقاً مزدحماً في مخيم المغازي للاجئين[536]
- شن حزب الله ضربات صاروخية وطائرات بدون طيار على شمال إسرائيل، مما أدى إلى إصابة 14 جنديا على الأقل.[537] دمرت إحدى الهجمات رادارًا إسرائيليًا في جبل ميرون.[538]

#### 18 أبريل
- ذكرت وزارة الصحة في غزة أن 71 فلسطينيا على الأقل قتلوا في الهجمات الإسرائيلية خلال الـ 24 ساعة الماضية، ليصل عدد القتلى الفلسطينيين إلى 33970.[539]
- أدت الغارات الجوية الإسرائيلية على رفح إلى مقتل 11 شخصا، من بينهم خمسة أطفال.[540]
- فرضت الولايات المتحدة عقوبات على إيران، استهدفت 16 شخصا وسبع شركات، من بينها شركتان مرتبطتان بإنتاج الطائرات بدون طيار.[541]
- استخدمت الولايات المتحدة حق النقض (الفيتو) ضد مشروع قرار في مجلس الأمن الدولي يمنح فلسطين العضوية الكاملة في الأمم المتحدة، ووافقت عليه 12 دولة وامتنعت دولتان عن التصويت.[542]

### 19 أبريل
- ذكرت وزارة الصحة في غزة أن 42 فلسطينيا على الأقل قتلوا في الهجمات الإسرائيلية خلال الـ 24 ساعة الماضية، ليصل عدد القتلى الفلسطينيين إلى 34012.[543]
- أطلقت إسرائيل طائرات بدون طيار على محافظة أصفهان الإيرانية.[544]
- فرض الاتحاد الأوروبي عقوبات على أربعة أشخاص وكيانين بسبب العنف الذي يمارسه المستوطنون غير الشرعيين في الضفة الغربية.[545]
- في الفترة ما بين 18 و19 أبريل، قُتل ما لا يقل عن خمسة فلسطينيين على يد القوات الإسرائيلية خلال غارة إسرائيلية في طولكرم، من بينهم صبي يبلغ من العمر 16 عامًا، وشخصية كبيرة في حركة الجهاد الإسلامي.[546]
- بربادوس تعترف رسميا بدولة فلسطين.[547]

### 20 أبريل
- ذكرت وزارة الصحة في غزة أن 37 فلسطينيا على الأقل قتلوا في الهجمات الإسرائيلية خلال الـ 24 ساعة الماضية، ليصل عدد القتلى الفلسطينيين إلى 34049.[548]
- أدت الغارات الجوية الإسرائيلية على رفح إلى مقتل ما لا يقل عن 10 أشخاص، معظمهم من النساء والأطفال.[549]
- استشهد مسعف فلسطيني يبلغ من العمر 50 عاما برصاص مستوطنين إسرائيليين مسلحين في قرية الساوية بالضفة الغربية.[550]
- قُتل تسعة فلسطينيين في اليوم الثالث للغارة الإسرائيلية في طولكرم، ليصل مجموع القتلى الفلسطينيين إلى 14 منذ 18 إبريل.[551]
- أقر مجلس النواب الأمريكي حزمة مساعدات من شأنها أن تقدم لإسرائيل مساعدات عسكرية بقيمة 17 مليار دولار أمريكي ولغزة حوالي 2 مليار دولار أمريكي كمساعدات إنسانية.[552]

### 21 أبريل
- ذكرت وزارة الصحة في غزة أن 48 فلسطينيا على الأقل قتلوا في الهجمات الإسرائيلية خلال الـ 24 ساعة الماضية، ليصل عدد القتلى الفلسطينيين إلى 34097.[553]
- كشفت خدمات الطوارئ في غزة وطواقم الدفاع المدني الفلسطيني عن مقبرة جماعية في مجمع ناصر الطبي في خان يونس وانتشلت ما لا يقل عن 310 جثث حتى 23 أبريل.[554][555][556]
- كانت امرأة حامل وستة أطفال من بين ثمانية أشخاص قتلوا جراء موجات الغارات الإسرائيلية على رفح، وتمكن الأطباء من إنقاذ الطفل الذي كان لم يولد بعد.[554]
- أُطلقت صواريخ من بلدة زمار العراقية باتجاه قاعدة أمريكية في منطقة الرميلان شمال غربي سوريا، في أول هجوم من نوعه تشنه مجموعات عراقية منذ فبراير.[557][558]
- ركل مستوطن غير شرعي من مستوطنة الهشاحر في الضفة الغربية العلم الفلسطيني المملوء بالمتفجرات، مما أدى إلى إصابته.[559]

### 22 أبريل
- ذكرت وزارة الصحة في غزة أن 54 فلسطينيا على الأقل قتلوا في الهجمات الإسرائيلية خلال الـ 24 ساعة الماضية، ليصل عدد القتلى الفلسطينيين إلى 34151.[560]
- أعلن رئيس استخبارات الجيش الإسرائيلي اللواء أهارون حاليفا أنه سيتقاعد من منصبه ويتحمل مسؤولية إخفاقات إسرائيل التي أدت إلى هجمات 7 أكتوبر.[561]
- أعلنت كتائب حزب الله أن الجماعات المسلحة العراقية قررت استئناف هجماتها على القواعد الأمريكية في العراق وسوريا بعد أن لم تشهد تقدمًا يذكر في المحادثات الرامية إلى تحقيق خروج القوات الأمريكية خلال زيارة رئيس الوزراء العراقي إلى واشنطن العاصمة.[562]

### 23 أبريل
- ذكرت وزارة الصحة في غزة أن 32 فلسطينيا على الأقل قتلوا في الهجمات الإسرائيلية خلال الـ 24 ساعة الماضية، ليصل عدد القتلى الفلسطينيين إلى 34183.[563]
- أعلنت إسرائيل أن جنديًا من فرقة غزة قُتل أثناء القتال في اليوم السابق في شمال قطاع غزة، مما رفع عدد القتلى من جيش الإسرائيلي هناك إلى 261.[564]
- زعم حزب الله أنه شن هجمات بطائرات مسيرة على قواعد إسرائيلية شمال عكا ردا على مقتل أحد مقاتليه في جنوب لبنان.[565]
- قُتل شخصان وأصيب أربعة آخرون بعد أن دمرت غارة جوية إسرائيلية منزلاً سكنياً في قرية حنين بجنوب لبنان.[566]
- جامايكا تعترف رسميا بدولة فلسطين.[567]

### 24 أبريل
- ذكرت وزارة الصحة في غزة أن 79 فلسطينيا على الأقل قتلوا في الهجمات الإسرائيلية خلال الـ 24 ساعة الماضية، ليصل عدد القتلى الفلسطينيين إلى 34262.[568]
- أدت الغارات الجوية الإسرائيلية على منزل عائلة حامد بالقرب من مخيم الشاطئ للاجئين إلى مقتل أم وابنها البالغ من العمر 12 عاما.[569]
- قصفت قوات الاحتلال الإسرائيلي منزلاً في حي النصر بمدينة غزة، مما أدى إلى مقتل ثلاثة أشخاص على الأقل وإصابة آخرين.[569]
- أسفرت الغارات الإسرائيلية على منطقتي معان والمواصي بخان يونس عن استشهاد شخصين.[569]
- سقط صاروخ مضاد للطائرات قرب يارون على الحدود اللبنانية مما أدى إلى نشوب حريق صغير.[570]
- أطلق مسلحون في غزة قذائف هاون على القوات الإسرائيلية التي تساعد في الاستعدادات للمشروع الذي تقوده الولايات المتحدة لبناء رصيف للمساعدات الإنسانية قبالة ساحل غزة. لم يحدث أي ضرر.[571]
- ذكر مدير المستشفى الكويتي في رفح أن: «محافظة رفح أصبحت هدفاً مستمراً، والاحتلال الإسرائيلي يستخدم أسلحة محرمة دولياً، ونوعية الإصابات التي نتلقاها غير مسبوقة مثل بتر الأطراف وتهتك الجسم».[572]

### 25 أبريل
- أفادت وزارة الصحة في غزة أن 43 فلسطينيا على الأقل قتلوا في الهجمات الإسرائيلية خلال الـ 24 ساعة الماضية، ليصل عدد القتلى الفلسطينيين إلى 34305.[573]
- قال مسؤولون في غزة أن بعض الجثث الـ 392 التي تم انتشالها من المقابر الجماعية في مستشفى الشفاء وناصر ظهرت عليها علامات التعذيب والإعدام.[574]
- أعلن جيش الإسرائيلي انسحاب لواء ناحال من قطاع غزة.[575]

### 26 أبريل
- ذكرت وزارة الصحة في غزة أن 51 فلسطينيا على الأقل قتلوا في الهجمات الإسرائيلية خلال الـ 24 ساعة الماضية، ليصل عدد القتلى الفلسطينيين إلى 34356.[576]
- فجرت كتائب شهداء الأقصى عبوات ناسفة واشتبكت مع قوات الاحتلال خلال عمليتها في مخيم بلاطة للاجئين في نابلس.[577]
- أطلقت حركة المجاهدين الفلسطينية صواريخ من غزة على مدينة سديروت.[577]

### 27 أبريل
- ذكرت وزارة الصحة في غزة أن 32 فلسطينيا على الأقل قتلوا في الهجمات الإسرائيلية خلال الـ 24 ساعة الماضية، ليصل عدد القتلى الفلسطينيين إلى 34388.[578]
- ذكر القس الكاثوليكي الوحيد في قطاع غزة غابرييل رومانيلي أن ما لا يقل عن 33 مسيحياً قتلوا منذ بداية الحرب، وهو ما يمثل ثلاثة بالمائة من إجمالي السكان المسيحيين في القطاع.[579]
- أطلقت قوات الاحتلال النار على المواطنين على حاجز معسكر سالم غرب جنين، ما أدى إلى استشهاد شابين فلسطينيين وإصابة اثنين آخرين.[580]
- أدى قصف إسرائيلي على حي السلطان بمخيم النصيرات إلى مقتل أربعة أشخاص بينهم طفلة. وقُتل أربعة أشخاص آخرين وأصيب ما لا يقل عن 30 آخرين في غارة على منزل آخر في نفس المخيم.[581]
- أسفرت الغارات الإسرائيلية على الحي السعودي غرب رفح عن مقتل خمسة أشخاص بينهم طفلان [582]
- أصاب صاروخ حوثي ناقلة النفط MV Andromeda Star المملوكة لبريطانيا وألحق بها أضرارًا، وأسقطت طائرة أمريكية بدون طيار من طراز إم كيو-9 ريبر.[583]

### 28 أبريل
- ذكرت وزارة الصحة في غزة أن 66 فلسطينيا على الأقل قتلوا في الهجمات الإسرائيلية خلال الـ 24 ساعة الماضية، ليصل عدد القتلى الفلسطينيين إلى 34454.[584]
- دخل أكثر من 270 مستوطنًا غير شرعي إلى المسجد الأقصي بحماية الجيش الإسرائيلي.[585]

### 29 أبريل
- ذكرت وزارة الصحة في غزة أن 34 فلسطينيا على الأقل قتلوا في الهجمات الإسرائيلية خلال الـ 24 ساعة الماضية، ليصل عدد القتلى الفلسطينيين إلى 34488.[586]
- قتل ما لا يقل عن 20 فلسطينيا في غارات على رفح وأربعة فلسطينيين في غارات على مدينة غزة.[587]
- أعلنت إسرائيل أن جنديًا من كتيبة يفتاح وجنديًا من كتيبة كرملي قُتلا في اليوم السابق للقتال في وسط غزة، مما رفع عدد القتلى في صفوف الجيش الإسرائيلي هناك إلى 263.[588]

### 30 أبريل
- ذكرت وزارة الصحة في غزة أن 47 فلسطينيا على الأقل قتلوا في الهجمات الإسرائيلية خلال الـ 24 ساعة الماضية، ليصل عدد القتلى الفلسطينيين إلى 34535.[589]
- ذكر الدفاع المدني الفلسطيني أن أكثر من 10000 جثة مفقودة دُفنت تحت الأنقاض داخل قطاع غزة، مما تسبب في تفشي الأمراض والأوبئة في جميع أنحاء القطاع.[590]
- قُتل شاب تركي يبلغ من العمر 34 عامًا برصاص القوات الإسرائيلية في البلدة القديمة بالقدس بعد محاولته طعن ضابط شرطة إسرائيلي.[591]
- أدى هجوم إسرائيلي على منطقة الزهراء وسط قطاع غزة إلى مقتل شخصين على الأقل.[592]
- قوات الاحتلال الإسرائيلي تعتدي على شاب فلسطيني في الظاهرية جنوب غرب الخليل وتقتله.[593]

## مايو 2024

### 1 مايو
- أفادت وزارة الصحة في غزة أن 33 فلسطينيا على الأقل قتلوا في الهجمات الإسرائيلية خلال الـ 24 ساعة الماضية، ليصل عدد القتلى الفلسطينيين إلى 34568.[594]
- أدت غارة جوية إسرائيلية خلال الليل على منزل في رفح إلى مقتل طفلين.[595]
- تعرضت قافلتا مساعدات أردنية لهجوم من قبل مستوطنين إسرائيليين أثناء توجههما إلى غزة.[596] كما اعترض المستوطنون الإسرائيليون شاحنات المساعدات الإنسانية المتجهة نحو غزة من ميناء أشدود.[597]
- داهمت قوات الاحتلال الإسرائيلي قرية بيرين شرق الخليل، وهدمت منزل عائلة فلسطينية وبئر مياه.[598]
- استشهد مواطن بعد أن أطلقت قوات الاحتلال الإسرائيلي النار على شارع الرشيد بالقرب من حاجز وادي غزة.[599]
- أعلنت المقاومة الإسلامية في العراق مسؤوليتها عن غارتين بطائرات بدون طيار استهدفتا أهدافا حيوية في مرتفعات الجولان المحتلة وإيلات.[600]

### 2 مايو
- ذكرت وزارة الصحة في غزة أن 28 فلسطينيا على الأقل قتلوا في الهجمات الإسرائيلية خلال الـ 24 ساعة الماضية، ليصل عدد القتلى الفلسطينيين إلى 34596.[601]
- اعتقل رجل إسرائيلي يبلغ من العمر 58 عاما لمحاولته مهاجمة موكب نتنياهو في تل أبيب.[602]
- أدت غارة جوية إسرائيلية على مجموعة من الأشخاص في مخيم البريج إلى مقتل خمسة أشخاص، بينهم طفل.[603]
- أعلنت إيران فرض عقوبات على عدد من الأفراد والكيانات الأمريكية والبريطانية بسبب دعمهم لإسرائيل في حربها على غزة.[604]
- قصفت طائرات الاحتلال الإسرائيلي أرضاً زراعية شمال مخيم النصيرات، مما أدى إلى إصابة ما لا يقل عن 10 أشخاص.[605]
- قصفت القوات الجوية الإسرائيلية مبنى سكنيًا في حي الزيتون بالقرب من مدينة غزة، مما أسفر عن مقتل مدنيين اثنين على الأقل.[606]
- قصفت قوات الاحتلال الإسرائيلي مدينة الزهراء شمال مخيم النصيرات، ما أدى إلى استشهاد ستة مواطنين على الأقل. كما استهدفت أحياء قاع القرين وبني سهيلا وعبسان الكبيرة وخزاعة في خان يونس، ما أدى إلى استشهاد مدني وإصابة آخرين.[607]
- علقت تركيا التجارة مع إسرائيل بسبب الوضع الإنساني في غزة.[608]
- أعلن الرئيس الكولومبي غوستافو بيترو قطع العلاقات الدبلوماسية مع إسرائيل بسبب حربها على غزة.[609]
- تبنت المقاومة الإسلامية في العراق هجوماً صاروخياً بعيد المدى استهدف بئر السبع وتل أبيب.[610]
- أعلنت جماعة سرايا الأشتر البحرينية المدعومة من إيران مسؤوليتها عن الهجوم الذي استهدف مقر شركة النقل الإسرائيلية Trucknet Enterprise في إيلات. كما زعمت أنها جزء من مجموعة أكبر تسمى المقاومة الإسلامية في البحرين ووعدت بالمزيد من الهجمات على إسرائيل حتى نهاية الحرب.[611]
- اشتبكت كتائب شهداء الأقصى مع قوات الاحتلال باستخدام العبوات الناسفة في جلزون بالقرب من رام الله.[600]
- اعترفت ترينيداد وتوباغو رسميًا بدولة فلسطين.[612]

### 3 مايو
- ذكرت وزارة الصحة في غزة أن 26 فلسطينيا على الأقل قتلوا في الهجمات الإسرائيلية خلال الـ 24 ساعة الماضية، ليصل عدد القتلى الفلسطينيين إلى 34622.[613]
- انتشلت قوات الاحتلال الإسرائيلي اليوم الثلاثاء جثة مواطن تحت أنقاض منزل هدمته في دير الغصون شمال طولكرم. ومنع الجيش الإسرائيلي سيارات الإسعاف من الوصول إلى الشخص قبل ثماني ساعات.[614]
- فرضت المملكة المتحدة عقوبات على أربعة مستوطنين إسرائيليين ومجموعتين من المستوطنين بتهمة التحريض على العنف وارتكابه ضد الفلسطينيين في الضفة الغربية.[610]

### 4 مايو
- أفادت وزارة الصحة في غزة أن 32 فلسطينيا على الأقل قتلوا في الهجمات الإسرائيلية خلال الـ 24 ساعة الماضية، ليصل عدد القتلى الفلسطينيين إلى 34654.[615]
- قُتل خمسة فلسطينيين على يد القوات الإسرائيلية خلال مداهمة مستمرة لمنزل في دير الغصون، بالقرب من طولكرم، ليصل إجمالي القتلى الفلسطينيين إلى ستة فلسطينيين منذ 3 مايو.[616]
- أصيب شاب فلسطيني بجراح خطيرة بعد أن أطلقت قوات الاحتلال الإسرائيلي النار عليه في صدره في الشويكة قرب طولكرم.[617]
- قوات الاحتلال تقصف مسجد الفخاري شرق خان يونس.[618]
- زعمت المقاومة الإسلامية في العراق أنها استخدمت صاروخ كروز (أرقاب) لشن هجوم صاروخي بعيد المدى استهدف ميناء حيفا.[619]

### 5 مايو
- أدى هجوم صاروخي شنته حماس من رفح على كرم أبو سالم إلى مقتل أربعة جنود إسرائيليين من لواء ناحال وإصابة عشرة آخرين، مما رفع عدد القتلى في صفوف الجيش الإسرائيلي إلى 267.[620][621][622] رداً على ذلك، أغلقت إسرائيل معبر كرم أبو سالم الحدودي.[623][624]
- ذكرت وزارة الصحة في غزة أن 29 فلسطينيا على الأقل قتلوا في الهجمات الإسرائيلية خلال الـ 24 ساعة الماضية، ليصل عدد القتلى الفلسطينيين إلى 34683.[615]
- صوت مجلس الوزراء الإسرائيلي لصالح إغلاق قناة الجزيرة في إسرائيل والأراضي المحتلة.[625] وبعد ذلك داهمت الشرطة مكاتبها.[626]
- أسفرت الهجمات الإسرائيلية على رفح عن مقتل 19 شخصا على الأقل.[627]

### 6 مايو
- وذكرت وزارة الصحة في غزة أن 52 فلسطينيا على الأقل قتلوا في الهجمات الإسرائيلية خلال الـ 24 ساعة الماضية، ليصل عدد القتلى الفلسطينيين إلى 34735.[628]
- وأدى القصف الإسرائيلي خلال الليل إلى مقتل 22 شخصا في رفح، من بينهم ثمانية أطفال.[629]
- وزعمت حركة المجاهدين الفلسطينية أن مقاتليها إلى جانب كتائب أبو علي مصطفى دمروا موقعا للجيش الإسرائيلي في ممر نتساريم بوابل من الصواريخ قصيرة المدى.[630]
- وأسقطت طائرات الاحتلال منشورات على الأجزاء الشرقية من مدينة رفح، طالبت فيها الفلسطينيين المقيمين في مخيم البرازيل وحي الشابورة والزهور بالنزوح إلى المواصي، زاعمة أن عمليات التهجير ستكون مؤقتة.[631]